# Las Niñas de Oro
Las Niñas de Oro, también llamadas Las Niñas de Oro de Atlanta o Las Chicas de Oro de Atlanta, es el apodo por el que se conoce al conjunto español de gimnasia rítmica que fue campeón olímpico en los Juegos Olímpicos de Atlanta 1996 (Marta Baldó, Nuria Cabanillas, Estela Giménez, Lorena Guréndez, Tania Lamarca y Estíbaliz Martínez), además de a la gimnasta suplente, Maider Esparza, no convocada en Atlanta pero sí en las competiciones precedentes. También conviene mencionar como parte de esta generación a María Pardo, que abandonó la concentración del equipo dos meses antes de los Juegos. Todas ellas tenían entonces entre 15 y 17 años de edad, formando parte así del grupo de los deportistas españoles más jóvenes en lograr una medalla olímpica. Fue además la primera medalla de oro olímpica en la gimnasia española, así como la primera de la historia en la modalidad de conjuntos, ya que estos pasaron en Atlanta a formar parte de los Juegos Olímpicos. El apelativo empezó a ser utilizado por diversos medios de comunicación después del regreso del conjunto a España.
Las integrantes del equipo, desde su llegada a la selección nacional, convivieron juntas en un chalet en Canillejas y entrenaron en el Gimnasio Moscardó de lunes a sábado primero 4 horas y después hasta 8 horas diarias en el año previo a los Juegos Olímpicos, en el que dejaron de ir al colegio. Fueron entrenadas por la seleccionadora Emilia Boneva y por María Fernández Ostolaza, y tuvieron como coreógrafa a Marisa Mateo. Las Niñas de Oro tienen un extenso palmarés con medallas en Mundiales, Europeos y otras competiciones internacionales, además de poseer diversos reconocimientos, como la Orden Olímpica del Comité Olímpico Español (1996), la Placa de Oro de la Real Orden del Mérito Deportivo (1996), la Copa Barón de Güell en los Premios Nacionales del Deporte (1997), y la Medalla de Oro de la Real Orden del Mérito Deportivo (2015), máxima distinción del deporte español por la que cada una recibe el tratamiento oficial de Ilustrísima.
En 2006 fue grabado un documental sobre su historia, Las Niñas de Oro, que fue estrenado en 2013 a través de YouTube, y en 2016 se celebró la Gala 20.º Aniversario de la Medalla de Oro en Atlanta '96 en Badajoz.

## Las siete Niñas de Oro

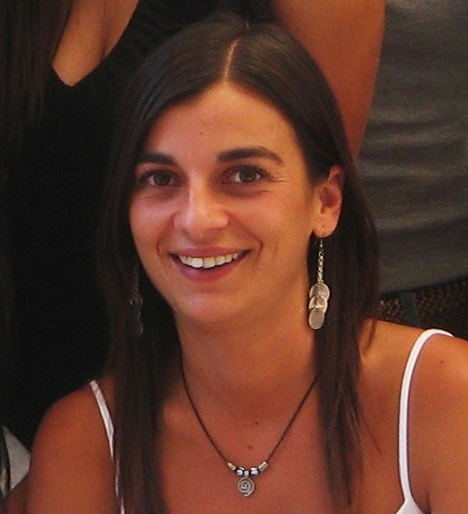
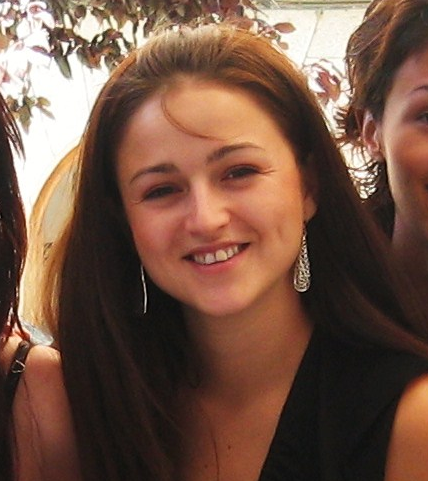
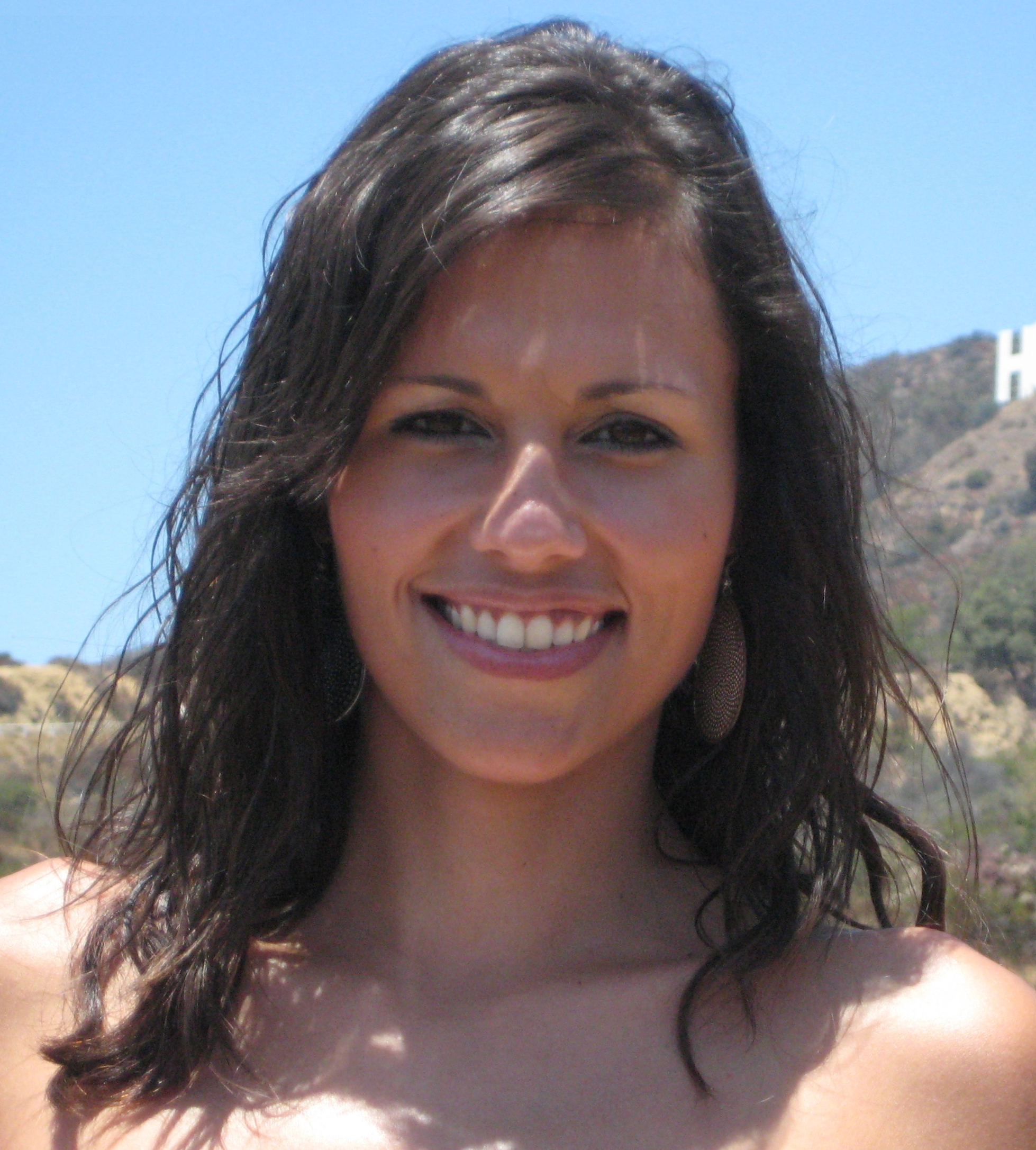
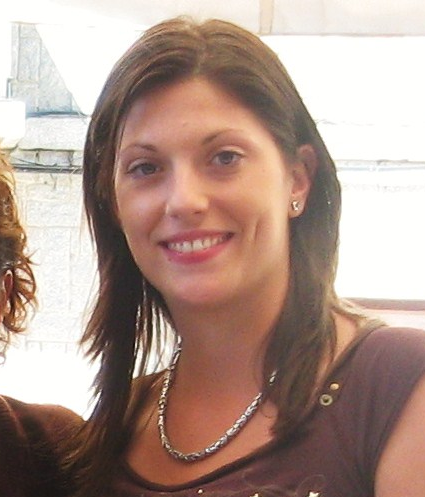
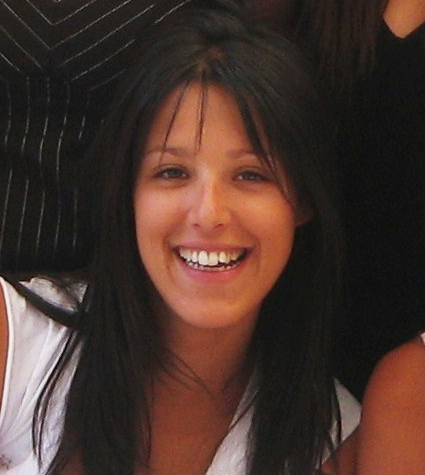
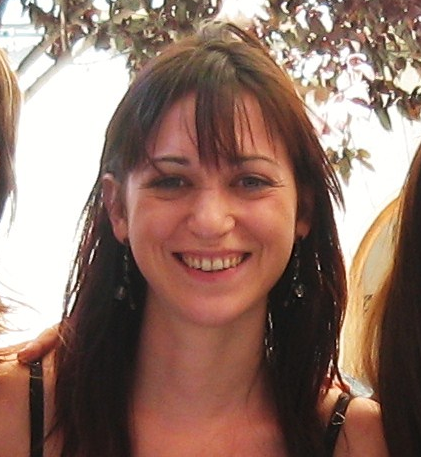
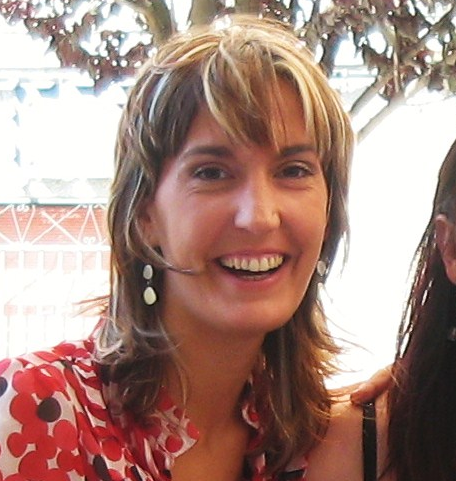

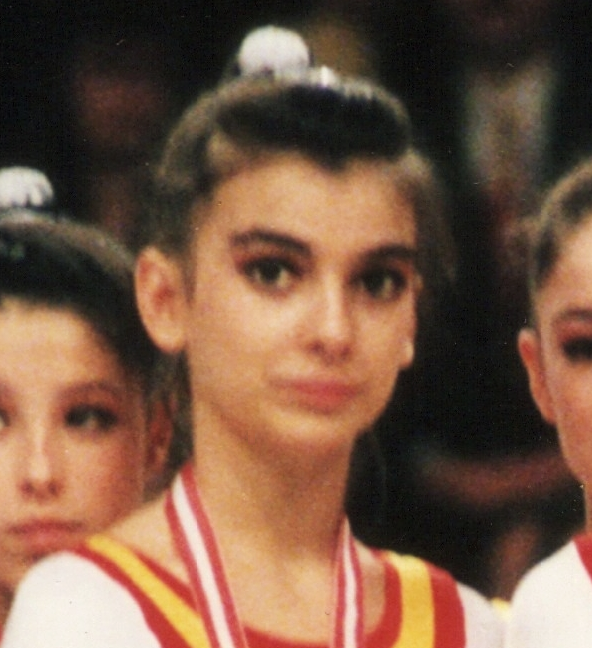
Marta Baldó (1994-1997)
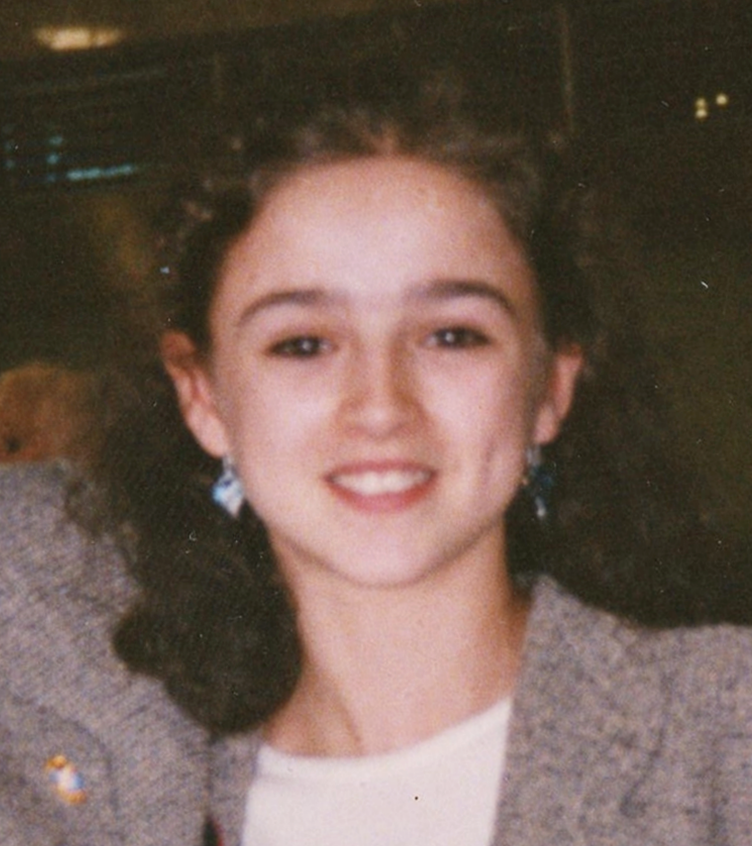
Nuria Cabanillas (1995-1999)
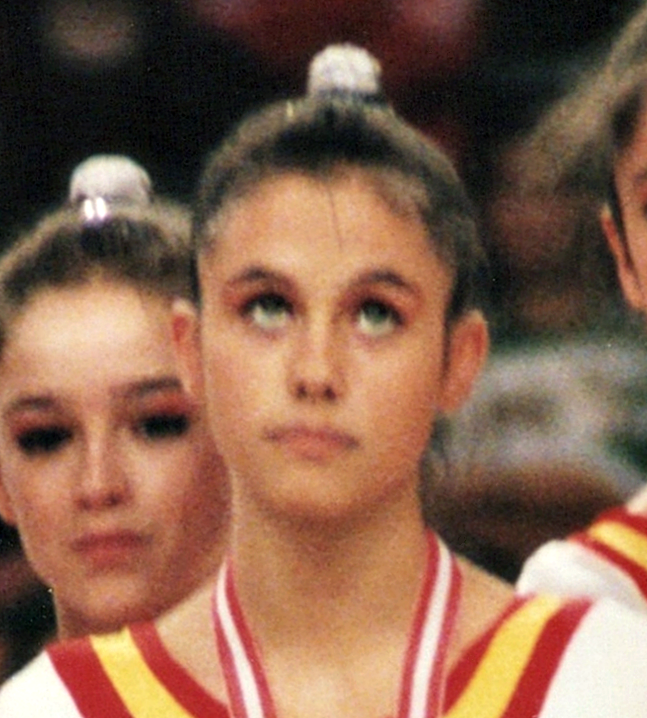
Estela Giménez (1994-1997)
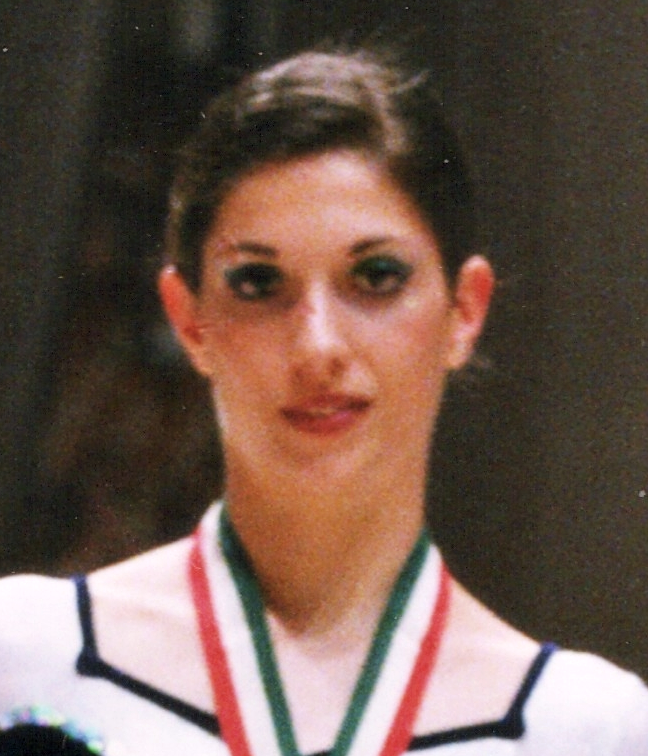
Lorena Guréndez (1995-2000)
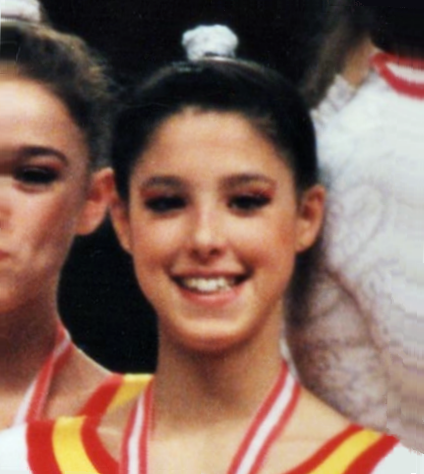
Tania Lamarca (1995-1997)
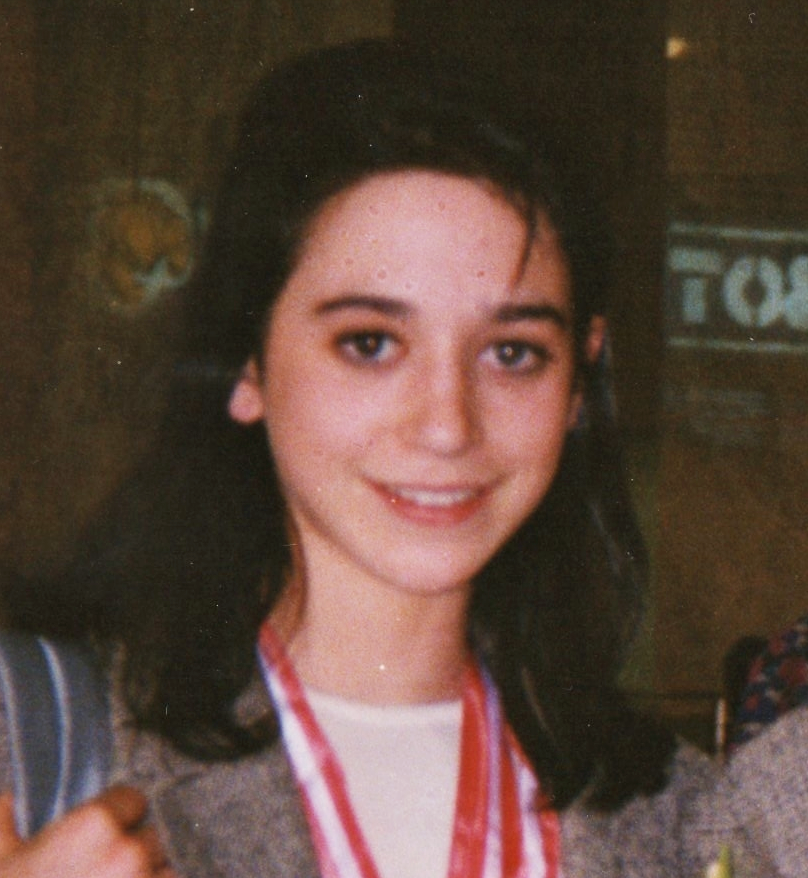
Estíbaliz Martínez (1994-1997)
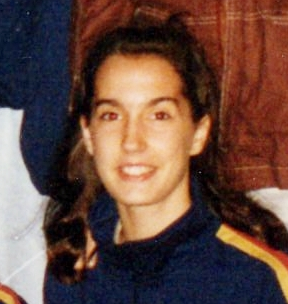
Maider Esparza (1994-1996)

### Marta Baldó
Marta Baldó Marín (Villajoyosa, Alicante, 8 de abril de 1979), fue la capitana del conjunto en 1995 y 1996. Procedente del Club Atlético Montemar, fue internacional por primera vez en el Campeonato de Europa Júnior de 1993, y como sénior, en el Campeonato de Europa de 1994, compitiendo entonces como individual. En 1994 la seleccionadora nacional, Emilia Boneva, la reclama para entrar a formar parte del conjunto sénior, en el que permanecería hasta su retirada. Además de la medalla de oro en Atlanta, tiene 2 oros, 4 platas y 2 bronces en Campeonatos Mundiales, 1 plata y 2 bronces en Campeonatos Europeos y otras numerosas medallas en diversos torneos internacionales. Se hizo pública su retirada en abril de 1997. Es, junto con Estela Giménez, Bito Fuster y Lorea Elso, la gimnasta española con más medallas en Campeonatos del Mundo, con un total de 8. En la actualidad es profesora de Educación Física.

### Nuria Cabanillas
Nuria Cabanillas Provencio (Villafranca del Panadés, Barcelona, 9 de agosto de 1980), entró al conjunto sénior en 1995 procedente del Club Gimnasia Badajoz. Previamente había sido internacional con el conjunto júnior y como sénior individual. Tiene, además de la medalla olímpica, 3 oros y 4 platas en Mundiales, y 2 platas y 4 bronces en Europeos, entre otras preseas. Se retiró en 1999. Es la única gimnasta española en ser tres veces medalla de oro en Campeonatos del Mundo, aunque la última de ellas lo fue como suplente del equipo. Posee el título de Entrenadora Nacional de Gimnasia Rítmica y en la actualidad entrena en el Club Gimnasia Badajoz.

### Estela Giménez

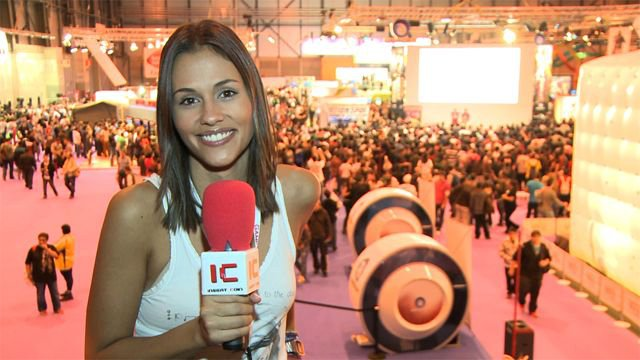
Estela Giménez.

Estela Giménez Cid (Madrid, 29 de marzo de 1979), del Club Atlético Montemar de Alicante al igual que Marta, ingresó en el conjunto nacional en 1994. Su primera competición oficial fue el Campeonato Mundial de Gimnasia Rítmica de 1994. Con 17 años y 126 días, era la mayor de las gimnastas del conjunto que consiguieron el oro olímpico. Tiene, además de esa medalla, 2 oros, 4 platas y 2 bronces en Mundiales, y 1 plata y 2 bronces en Europeos, entre otras preseas. Anunció su retirada en abril de 1997, motivada por una lesión de menisco. Es, junto con Marta Baldó, Bito Fuster y Lorea Elso, la gimnasta española con más medallas en Campeonatos del Mundo, con un total de 8. En la actualidad destaca por su labor de presentadora de televisión, habiendo estado al frente de programas como Escuela del deporte o Insert Coin.

### Lorena Guréndez

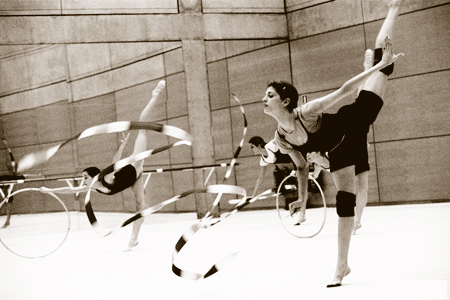
Lorena Guréndez.

Lorena Guréndez García (Vitoria, 7 de mayo de 1981), del Club Oskitxo de Vitoria, fue la última de las Niñas de Oro en incorporarse al conjunto y la menor de todas ellas. Tras haber sido internacional como individual júnior, se convirtió en titular del equipo en mayo de 1996, tras la retirada de María Pardo, a dos meses de los Juegos Olímpicos. Lorena tiene, además de la medalla de oro olímpica, 2 oros y 2 platas en Campeonatos Mundiales, y 1 plata y 2 bronces en Europeos, entre otras medallas. Se retiró en el año 2000, tras disputar en Sídney sus segundos Juegos Olímpicos, siendo la última del conjunto de Atlanta en retirarse. Es el deportista español más joven en conseguir una medalla olímpica, al hacerlo con 15 años y 87 días. En la actualidad es fisioterapeuta y regenta su propio centro de fisioterapia y nutrición en Vitoria, aunque también tiene el título de Entrenadora Nacional de Gimnasia Rítmica.

### Tania Lamarca

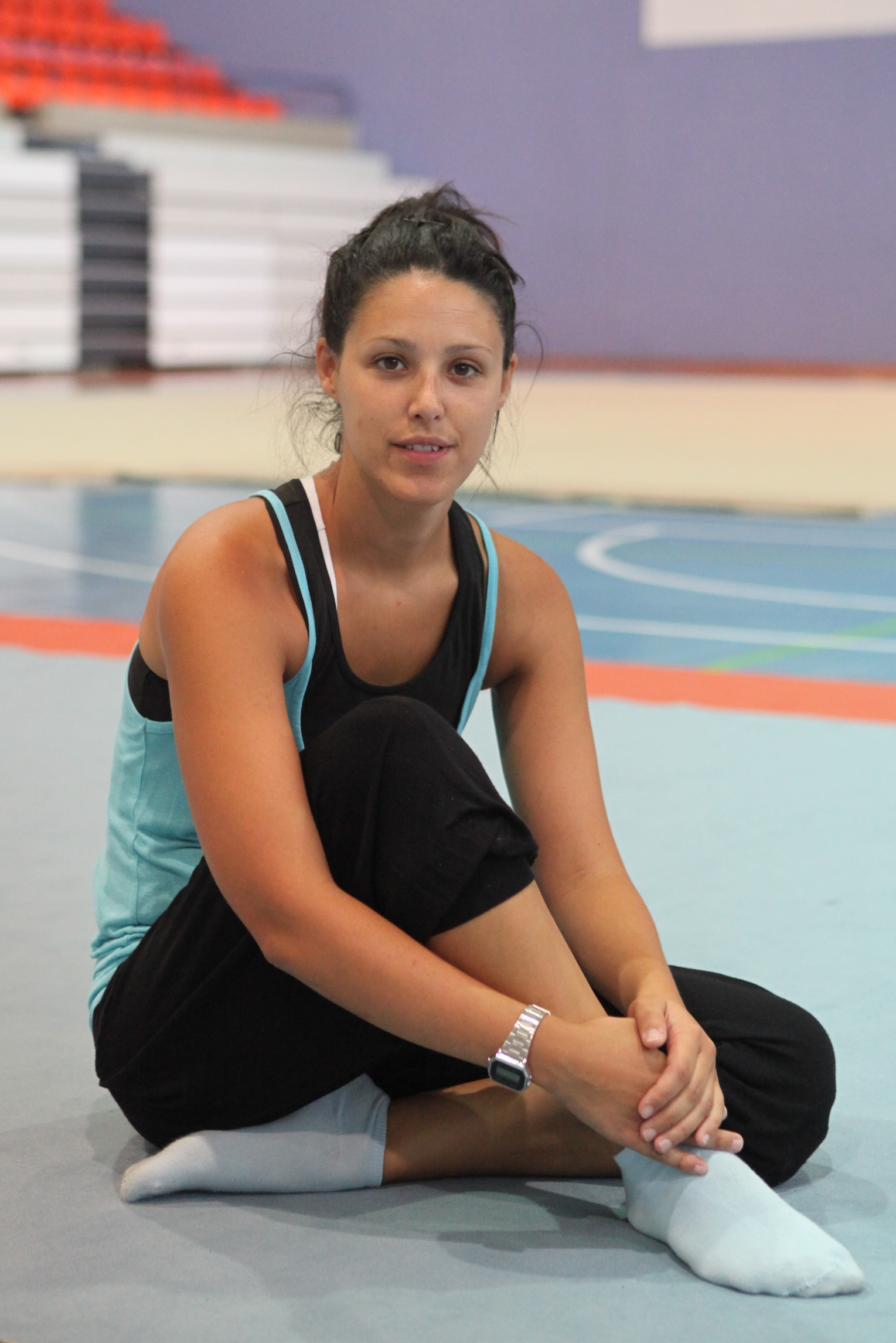
Tania Lamarca.

Tania Lamarca Celada (Vitoria, 30 de abril de 1980), entró al conjunto nacional en 1995 procedente del Club Beti Aurrera de Vitoria. Posee, además del oro de Atlanta, 2 oros y 3 platas en Mundiales, y 2 platas y 3 bronces en Europeos, entre otras medallas internacionales. Dejó el equipo nacional en diciembre de 1997. En 2008 publicó su autobiografía, Lágrimas por una medalla, escrita junto a Cristina Gallo. Actualmente vive entre Vitoria y Escarrilla, donde fue técnico deportivo al poseer el título de Entrenadora Nacional de Gimnasia Rítmica y dio clases de otros deportes, como el snowboard durante 5 años en la estación de Aramón Formigal, de la que también fue administrativa. Imparte anualmente el Campus de Gimnasia Rítmica Tania Lamarca, realiza numerosas conferencias sobre los conocimientos y valores que le ha aportado su experiencia deportiva, y trabaja en el área de coaching del Club Rítmica Vitoria. En 2016 fue candidata a la presidencia de la Federación Alavesa de Gimnasia.

### Estíbaliz Martínez
Estíbaliz Martínez Yerro (Vitoria, 9 de mayo de 1980), también del Club Beti Aurrera, ingresó en el conjunto español a finales de 1994. Además del oro olímpico, tiene 2 oros y 3 platas en Mundiales y 1 plata y 2 bronces en Europeos, entre otras numerosas preseas. Fue operada en septiembre de 1996 y enero de 1997 de una rotura de menisco que llevaba arrastrando desde antes de los Juegos. Al seguir sin recuperarse, hizo pública su retirada en abril de 1997. Posee el título de Entrenadora Nacional de Gimnasia Rítmica y en la actualidad trabaja como instructora de Pilates y quiromasajista en Vitoria.

### Maider Esparza
Maider Esparza Elizalde (Pamplona, 28 de abril de 1979), procedente del Club Natación Pamplona, entró en el conjunto nacional en 1994. Fue la gimnasta suplente en los dos ejercicios en 1995 y 1996, aunque sí era convocada a las competiciones. En los Juegos Olímpicos de Atlanta cada conjunto solo podía llevar a seis gimnastas, por lo que se quedó fuera de la convocatoria. Se retiró en septiembre de 1996. Actualmente trabaja como técnico de rayos en el Hospital de Navarra.

## La medalla de oro en los Juegos Olímpicos de Atlanta 1996
Para 1996 la modalidad de conjuntos se aceptó por primera vez en los Juegos Olímpicos, que se disputarían ese año en Atlanta. El año previo, las integrantes del equipo dejaron de ir a su colegio, el centro privado Nuestra Señora de Altagracia, para concentrarse en la preparación de la cita olímpica. Para la temporada de 1996 se realizaron unos nuevos montajes tanto para el ejercicio de 3 pelotas y 2 cintas, como para el de 5 aros. La música del nuevo ejercicio de aros era un medley de varias canciones pertenecientes a musicales norteamericanos, principalmente «America», compuesta por Leonard Bernstein e incluida en West Side Story, o «I Got Rhythm» y «Embraceable You», temas creados por George Gershwin y que aparecieron en la banda sonora de Un americano en París. Por su parte, en el ejercicio de 3 pelotas y 2 cintas para el año 1996, se empleó la melodía de «Amanecer andaluz», tema que ya había usado Carmen Acedo en su ejercicio de cuerda de 1991, aunque con otros arreglos.

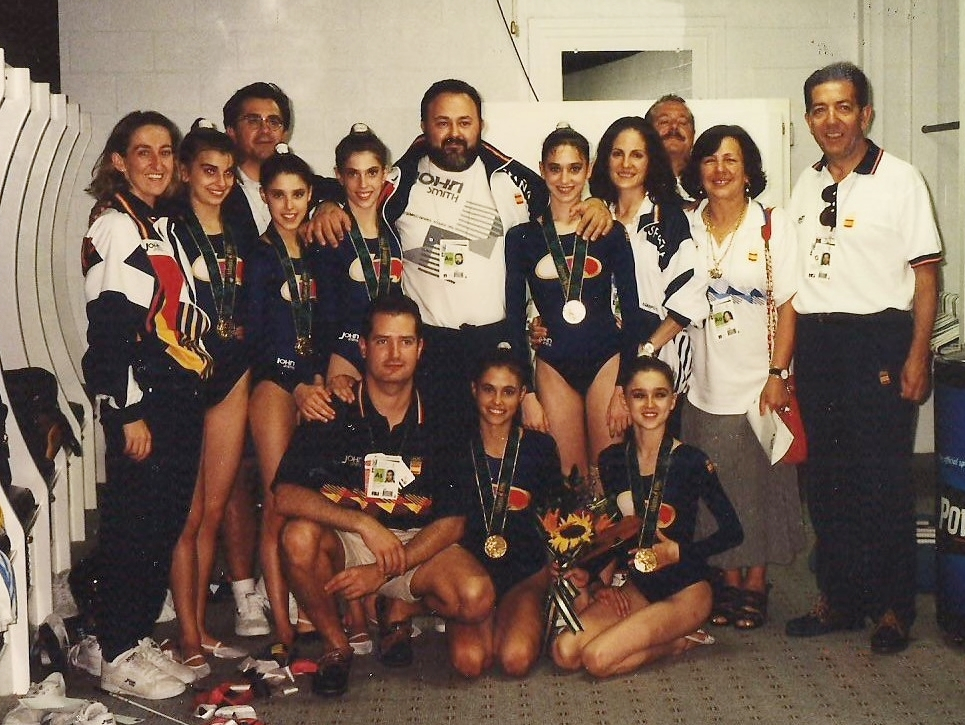
El conjunto español de gimnasia rítmica tras lograr la medalla de oro en los Juegos Olímpicos de Atlanta.

Poco después del Mundial de Budapest, en el que el conjunto español volvió a proclamarse campeón del mundo de 3 pelotas y 2 cintas al igual que había hecho el año anterior, a principios de agosto de 1996 se disputó la competición de conjuntos en los Juegos Olímpicos de Atlanta. El equipo español llegó a la Villa Olímpica el 13 de julio, llegando a participar en el desfile de los deportistas durante la ceremonia de apertura de los Juegos, que tuvo lugar el 19 de julio. La competición de gimnasia rítmica tendría lugar en el Stegeman Coliseum, un pabellón situado en la ciudad de Athens, a unos 100 kilómetros de Atlanta. La selección nacional acudió a la cita olímpica con un conjunto integrado por Marta Baldó, Nuria Cabanillas, Estela Giménez, Lorena Guréndez, Tania Lamarca y Estíbaliz Martínez. Solo se pudieron convocar a las seis gimnastas titulares por parte del conjunto, por lo que la gimnasta suplente, Maider Esparza, se quedó fuera de la convocatoria. Al igual que había ocurrido anteriormente en el Campeonato Mundial de Budapest, Lorena Guréndez fue la gimnasta suplente en el ejercicio de 5 aros, mientras que Nuria Cabanillas lo sería en el de 3 pelotas y 2 cintas. 
El 1 de agosto tuvieron lugar los preliminares, en los que los nueve conjuntos que se habían clasificado para competir en los Juegos Olímpicos, se disputaron las seis plazas que daban acceso a la final. En el ejercicio de 5 aros, el equipo obtuvo una puntuación de 19,500 y posteriormente, en el ejercicio de 3 pelotas y 2 cintas, consiguió una nota de 19,466. Finalmente el conjunto español se clasificó para la final en segunda posición con una nota acumulada de 38,966, a solo 50 milésimas del primer puesto, que sería en esa ocasión para el conjunto búlgaro.
El 2 de agosto tuvo lugar la gran final. En la primera rotación, la de 5 aros, las españolas se situaron en primera posición con una nota de 19,483, 17 milésimas por delante del equipo ruso, que quedó a su vez por delante del búlgaro. Quedaba aún la rotación final, la de 3 pelotas y 2 cintas, ejercicio con el que el conjunto español había logrado ser bicampeón del mundo. En esta segunda y última rotación, la nota de 19,450 del conjunto búlgaro fue igualada por las españolas, asegurándose así la medalla de plata. La puntuación final del equipo español sería de 38,933. Únicamente el conjunto ruso podía arrebatarles la primera posición, pero una mala nota de ejecución a causa de varios errores durante el ejercicio, hizo que no pudiera superar en la puntuación definitiva a las españolas, que se adjudicaron finalmente la medalla de oro. Fue la gimnasta individual Almudena Cid, que se encontraba siguiendo la competición, quien corrió hasta el vestuario en el que se encontraban las gimnastas españolas para informarles de los fallos de las rusas y de que por tanto iban a ser casi con toda seguridad medalla de oro. El equipo español se convirtió así en el primer campeón olímpico de la historia en la modalidad de conjuntos.
El conjunto español, visiblemente emocionado, subió al primer cajón del podio tras Bulgaria y Rusia, que fueron segunda y tercera respectivamente. A pesar de que la Carta Olímpica prohíbe la publicidad en la equipación deportiva, las gimnastas llevaron en el podio un maillot con un logotipo similar al de Campofrío, patrocinador del equipo, después de que fueran instadas por el presidente de la Federación Española de Gimnasia a que lo hicieran, motivo por el que hubo una reclamación que finalmente no fue atendida. La ceremonia de entrega de medallas de esta competición, fue el minuto más visto de Atlanta 1996 en Televisión Española. Al igual que el resto de la final olímpica, fue narrada para dicho canal por la periodista Paloma del Río. Tras su llegada a España, el conjunto empezó a ser bautizado por algunos medios con el sobrenombre de las Niñas de Oro.
En octubre, la exgimnasta María Pardo hizo unas declaraciones en el diario El País en las que dijo que la entonces seleccionadora Emilia Boneva era extremadamente dura con la comida y con los entrenamientos. María había abandonado la concentración del equipo en mayo, dos meses antes de la cita olímpica, debido a que no pudo soportar la presión a la que se vio sometido el conjunto en esa época. Estas declaraciones fueron apoyadas por algunas antiguas integrantes de la selección, mientras que las entonces gimnastas del equipo dijeron que María no contaba toda la verdad en algunos aspectos. Las integrantes del conjunto acudieron poco después al programa Día a día de Telecinco, presentado por María Teresa Campos, donde contaron su experiencia y defendieron a Emilia.

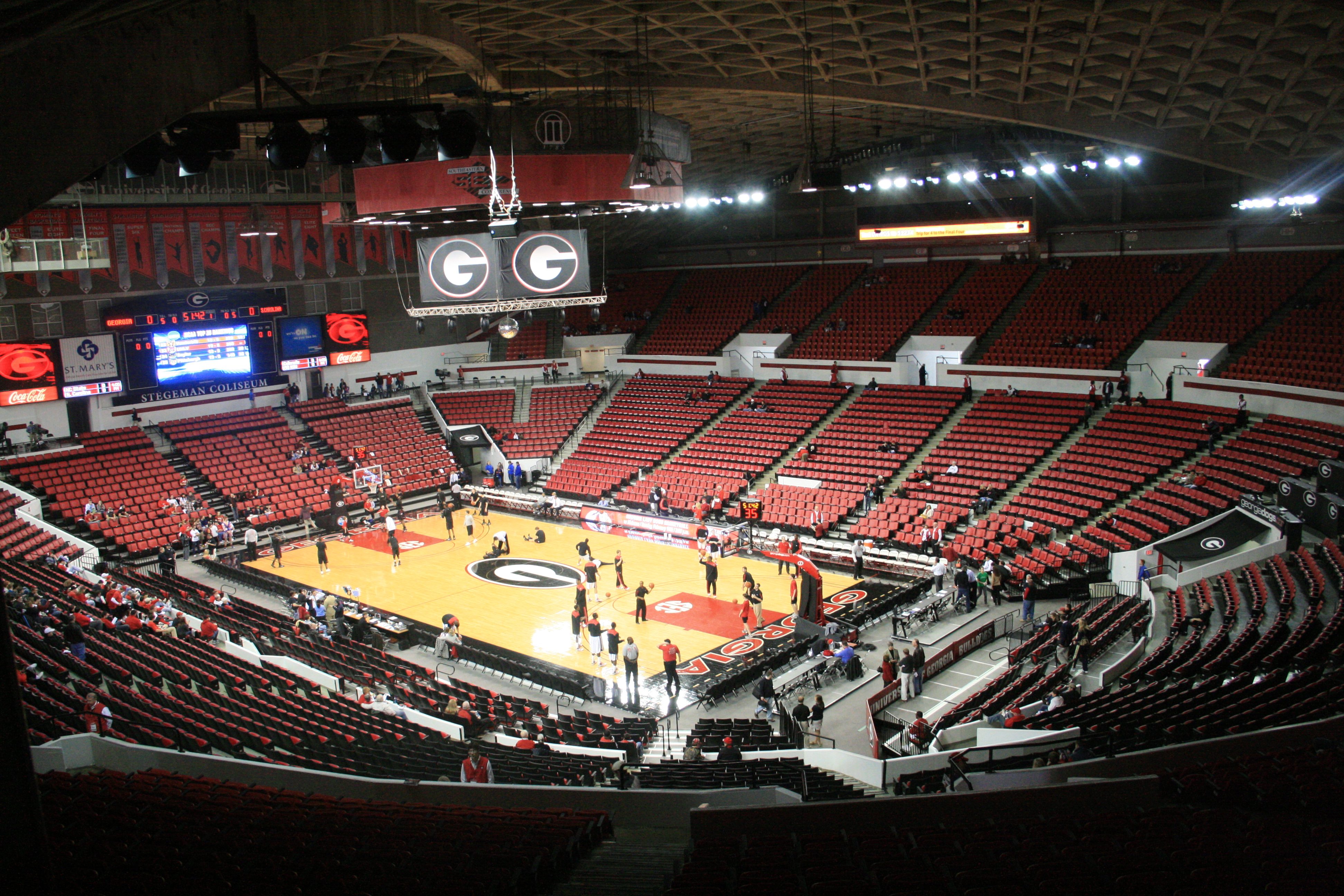
El Stegeman Coliseum de Athens albergó la competición de rítmica de los JJ.OO. de Atlanta.

Entre el 31 de octubre y el 2 de noviembre, el conjunto participó en una gira de exhibiciones denominada Gala de las Estrellas, organizada por el patrocinador del equipo, y que pasó por Madrid, Zaragoza y Barcelona. En dichas galas, además del conjunto, que realizaba los dos ejercicios de aquel año, actuaron también otros gimnastas nacionales e internacionales destacados, tanto de gimnasia rítmica como de artística. Posteriormente, las integrantes del conjunto español se desplazaron a Tokio para participar en la Epson Cup, donde obtuvieron la medalla de plata. A finales de noviembre, viajaron a Colombia para realizar una gira de actuaciones en Medellín, Cali y Bogotá. El dinero recaudado fue destinado a crear centros de atención médica y hospitalaria en los sectores con menos recursos de Colombia. Hasta final de año, el conjunto seguiría participando en numerosas exhibiciones por toda España en ciudades como Alicante, Palencia, Vitoria, Sevilla o Burgos. La última tuvo lugar el 22 de diciembre en Pamplona, donde fue homenajeada Maider Esparza en su despedida del equipo.
Las componentes del conjunto ganador de la medalla de oro en los Juegos Olímpicos recibieron los meses posteriores numerosos reconocimientos y distinciones, entre ellas, la Orden Olímpica, otorgada por el COE, la Placa de Oro de la Real Orden del Mérito Deportivo y la Copa Barón de Güell, otorgadas por el Consejo Superior de Deportes.

## La deuda de la Federación
El 23 de noviembre de 2000, la Federación Española de Gimnasia pagó la deuda que tenía con las seis gimnastas del conjunto que había obtenido la medalla de oro en Atlanta. En 1996, la Asamblea General de la Federación Española de Gimnasia había acordado un premio de 5 millones de pesetas por gimnasta en caso de que lograran la medalla de oro en los Juegos Olímpicos. Este premio era diferente al que pagó el COE a las gimnastas por conseguir la medalla de oro, aunque tenía el mismo importe. Tras la celebración de las Olimpiadas, la Federación no reconocía ese premio, por lo que las gimnastas, instadas por la periodista Cristina Gallo, decidieron denunciar el caso en el Consejo Superior de Deportes y acudir a un abogado. Además, la Federación debía a varias gimnastas dinero de la gira de exhibiciones de 1996, de becas, de contratos de imagen y de algunos premios de torneos y campeonatos. Las presiones de algunos medios de comunicación (principalmente el programa de radio en el que trabajaba Cristina, Supergarcía, presentado por José María García), hicieron que a finales de 2000 el Estado habilitara una cuenta para que la Federación pagara finalmente la totalidad de la deuda contraída, que estaba en torno a los 41 millones de pesetas (unos 246.000 euros).

## Reencuentros de las Niñas de Oro
El 8 de diciembre de 1997, las gimnastas del conjunto que se habían retirado ese año (Marta Baldó, Estela Giménez, Estíbaliz Martínez y Maider Esparza) recibieron un homenaje en el Campeonato de España de Conjuntos de Gimnasia Rítmica celebrado en Sevilla, donde también realizó una exhibición el conjunto nacional, en el que seguían estando Nuria, Lorena y Tania. Marta y Estíbaliz no pudieron asistir debido a problemas con sus vuelos.
En mayo de 1998, Marta, Estela, Tania y Estíbaliz, fueron invitadas por la Federación a asistir al Campeonato del Mundo de Sevilla, donde se reencontraron además con Nuria y Lorena, que aún pertenecían al conjunto nacional.
El 5 de agosto de 2000, algunas de las Niñas de Oro se reunieron para hacer un homenaje a Emilia Boneva durante el Campeonato de España de Conjuntos de Gimnasia Rítmica celebrado en Málaga, en el que realizaron un ejercicio montado especialmente para la ocasión que estaba inspirado en el de 5 aros de 1996 y que habían entrenado las semanas previas con la ayuda de Ana Bautista. La propia Emilia viajó desde Bulgaria para asistir al evento, aunque sin tener conocimiento de que varias de sus antiguas pupilas le iban a realizar un homenaje. Marta Baldó no pudo participar en el acto y Lorena Guréndez asistió pero no realizó el ejercicio al ser componente aún de la selección nacional. El encargado de organizar el reencuentro fue Carlos Pérez, entonces Relaciones Externas del Programa ADO, después de que las propias Niñas de Oro le comentaran la idea. Días después volverían a realizar el ejercicio en Manzanares el Real (Madrid), siendo esta la última vez que se reencontraron con Emilia.
En abril de 2002, las componentes del conjunto de 1996 volvieron a reunirse en el V Certamen de Gimnasia Rítmica Interescolar, que fue organizado por MT en Zaragoza y donde cinco de ellas realizaron uno de los ejercicios de Atlanta, además de recibir un homenaje. Nuria Cabanillas y Lorena Guréndez no pudieron asistir a la semana en la que se entrenó el ejercicio, pero sí acudieron al acto.
En agosto de 2006, las siete componentes del conjunto de 1996 asistieron a un reencuentro que tuvo lugar en Ávila durante tres días con motivo del décimo aniversario de la consecución de la medalla de oro en Atlanta 1996. Dicho encuentro lo organizó Carlos Beltrán junto a su productora, Klifas, con el objetivo de grabar un documental en el que ellas mismas narrasen su historia, aunque no se estrenó hasta años más tarde bajo el título Las Niñas de Oro.
El 30 de noviembre de 2006, las seis campeonas olímpicas en Atlanta asistieron a la Gala Anual de la Real Federación Española de Gimnasia, celebrada en Madrid, en la que fueron además homenajeadas.

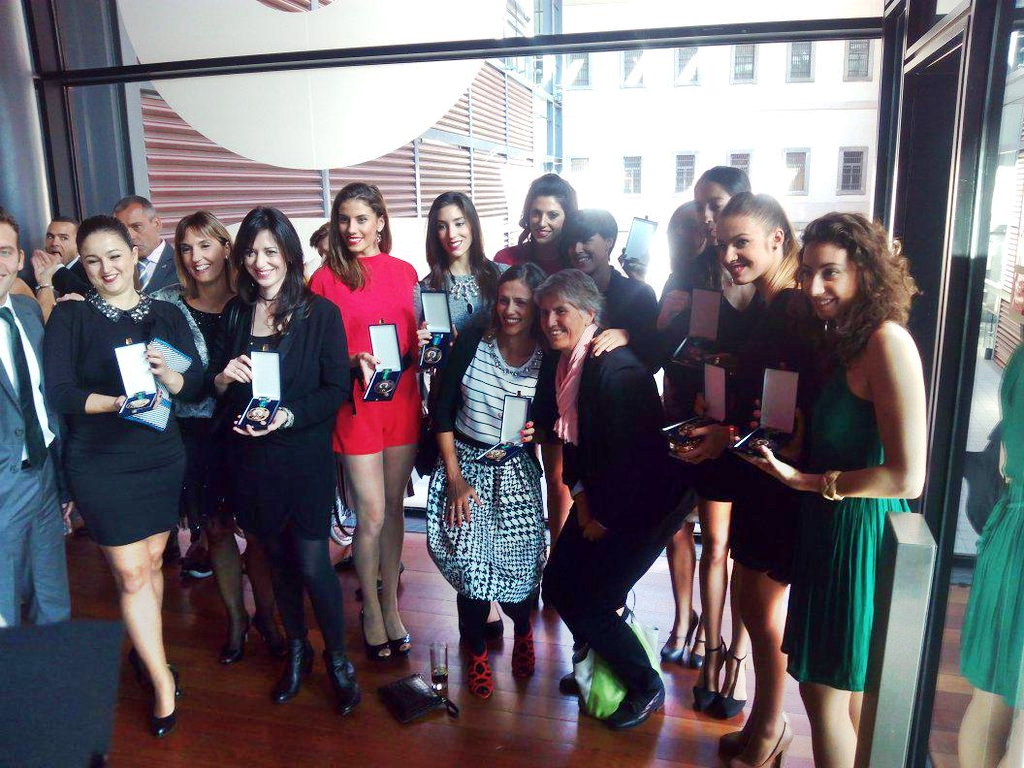
Las Niñas de Oro junto al Equipaso y Paloma del Río en la entrega de la Real Orden del Mérito Deportivo (2015).

El 8 de noviembre de 2014, las siete integrantes del conjunto de 1996 fueron homenajeadas en la IX Gala Internacional de Gimnasia Rítmica Euskalgym, que se celebró por primera vez en Vitoria. En la misma, se llevó a cabo una proyección de imágenes sobre el tapiz consistente en los nombres de las gimnastas con el logotipo de los Juegos Olímpicos de Atlanta 1996 y la medalla de oro de fondo, mientras sonaba la música de su ejercicio de aros en aquellas Olimpiadas. A continuación, las siete gimnastas salieron a la pista para hacerles entrega de la Medalla Euskalgym y recibir una placa conmemorativa de manos de José Luis Tejedor y Javier Maroto, presidente de la Federación Vasca de Gimnasia y alcalde de Vitoria respectivamente, ante la presencia de las casi 9.000 personas que asistieron a la gala en el Fernando Buesa Arena. Fue el primer reencuentro de las Niñas de Oro al completo tras la reunión de 2006.
El 14 de octubre de 2015, las seis campeonas olímpicas en Atlanta recibieron la Medalla de Oro de la Real Orden del Mérito Deportivo, otorgada por el Consejo Superior de Deportes, la máxima distinción que puede obtener un deportista español. El galardón les había sido concedido el 28 de julio del mismo año. El acto de entrega fue presidido por Íñigo Méndez de Vigo, Ministro de Educación, Cultura y Deporte, y por Miguel Cardenal, presidente del CSD, y tuvo lugar en el auditorio del Museo Nacional Centro de Arte Reina Sofía (Madrid). Al mismo asistió también Maider Esparza. Además, en el mismo evento fueron galardonadas con la Medalla de Bronce el conjunto español de gimnasia rítmica de 2014, conocido como el Equipaso, siendo la primera vez que ambas generaciones de gimnastas se reunían.

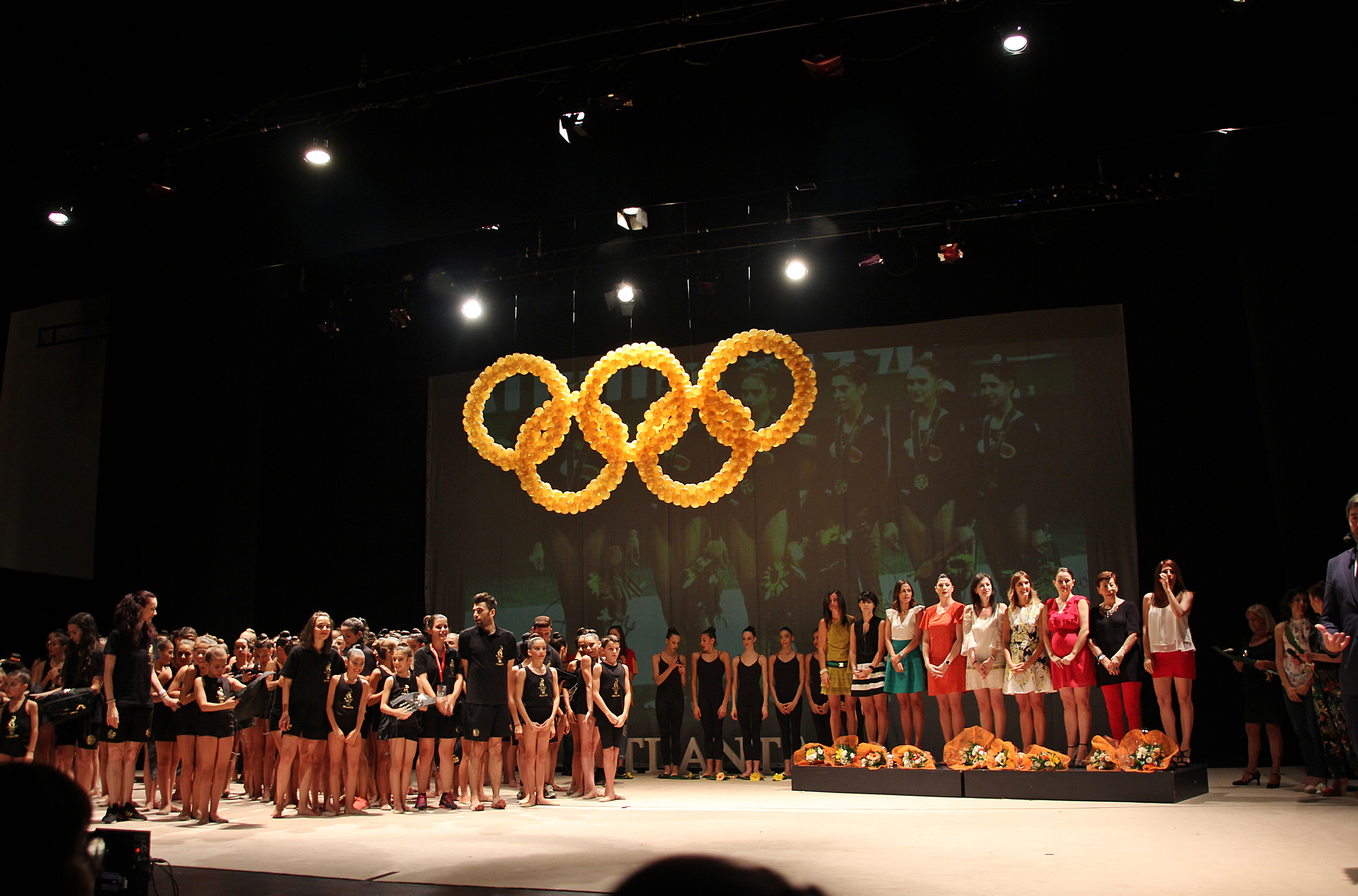
El conjunto durante la Gala 20.º Aniversario (2016).

El 23 de julio de 2016, las siete Niñas de Oro se volvieron a reencontrar en la Gala 20.º Aniversario de la Medalla de Oro en Atlanta '96, que tuvo lugar en el Palacio de Congresos de Badajoz en el marco del X Campus Internacional de Gimnasia Rítmica Nuria Cabanillas. Al homenaje acudieron también varias exgimnastas de la selección como Carolina Pascual, Almudena Cid, Alba Caride, Ana Bautista, Carolina Malchair, Marta Calamonte, María Eugenia Rodríguez y Ana María Pelaz, así como la jueza internacional Maite Nadal y la coreógrafa del conjunto de Atlanta, Marisa Mateo. El conjunto nacional júnior realizó además dos exhibiciones durante la gala, que contó igualmente con actuaciones de Carolina Pascual y los participantes del Campus. Se emitió asimismo un mensaje grabado de la exseleccionadora Emilia Boneva desde su casa de Bulgaria.
El 13 de julio de 2017, Marta Baldó, Estela Giménez, Tania Lamarca y Estíbaliz Martínez asistieron en Barcelona a la reunión y a la gala homenaje a los medallistas olímpicos españoles por el 50.º Aniversario del diario As que tuvieron lugar en el Estadio Olímpico Lluís Companys y en el Museo Nacional de Arte de Cataluña respectivamente, donde se reencontraron además con el Equipaso y con Carolina Pascual. Lorena y Nuria no pudieron asistir al acto.
Del 27 al 28 de octubre de 2018, las seis campeonas olímpicas se volvieron a reunir en Madrid con el objetivo de grabar un reportaje, regresando además al Gimnasio Moscardó, lugar donde entrenaban en su etapa en la selección. Bajo el título «Spain's "Las Niñas de Oro"», sería estrenado a nivel mundial el 2 de septiembre de 2019 como el episodio 8 de la 2.ª temporada del programa Legends Live On de Eurosport 1 y Olympic Channel.
El 16 de noviembre de 2019, con motivo del fallecimiento de Emilia Boneva, unas 70 exgimnastas nacionales, entre ellas seis de las siete Niñas de Oro, se reunieron en el tapiz para rendirle tributo durante el Euskalgym. El evento tuvo lugar ante 8.500 asistentes en el Bilbao Exhibition Centre de Baracaldo y fue seguido además de una cena homenaje en su honor.
El 25 de septiembre de 2021, para conmemorar el 25.º aniversario de Atlanta 1996 y con motivo de la Semana Europea del Deporte 2021, las seis campeonas olímpicas se reunieron en Madrid para un coloquio presentado por el periodista Jesús Álvarez en el que rememoraron su carrera deportiva.

## Lágrimas por una medalla, el libro de Tania Lamarca

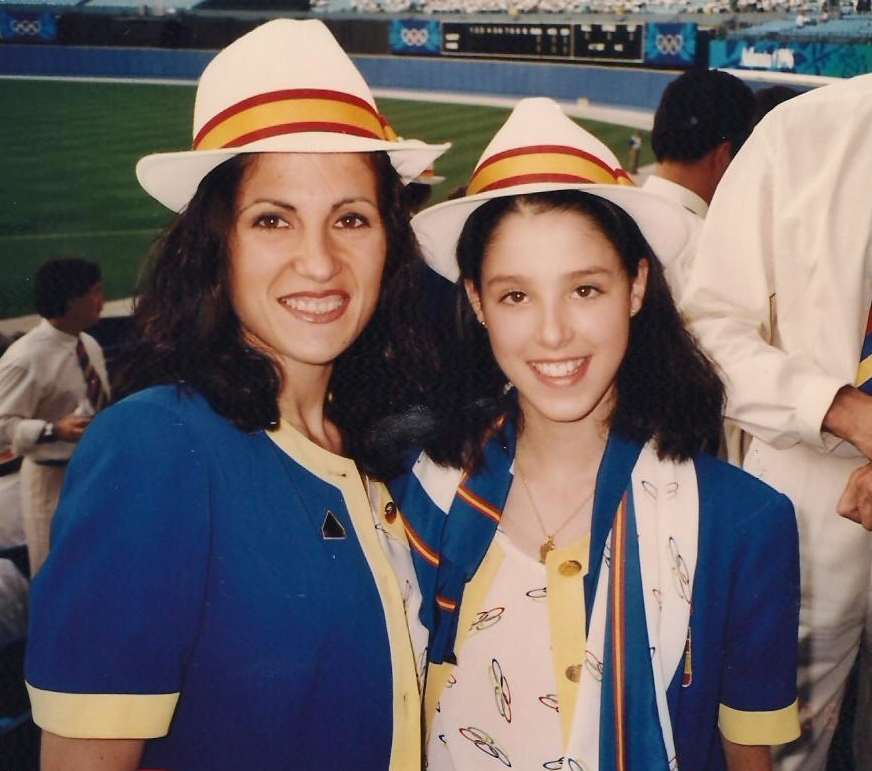
Tania (derecha) con la coreógrafa Marisa Mateo en los JJ.OO. de Atlanta.

En abril de 2008, Tania Lamarca publicó su autobiografía novelada, Lágrimas por una medalla, escrita junto a la periodista deportiva Cristina Gallo. En ella, Tania narra en primera persona su experiencia como deportista de élite: su vida como gimnasta, su concentración en Madrid junto al resto del conjunto español de gimnasia rítmica, sus triunfos, y su vida tras retirarse de la competición.
Tania, mediante la narración de su vida deportiva, intenta según sus palabras mostrar el esfuerzo, la dedicación y la pasión por su deporte que hicieron posible la consecución de sus metas, entre ellas ser campeona olímpica, así como la fuerte amistad creada con sus compañeras y todos los valores que le aportó la práctica de la gimnasia rítmica.
Igualmente, denuncia la situación de abandono e indefensión que vivió tras su salida del equipo, donde no fue ayudada ni orientada por la Real Federación Española de Gimnasia, describiendo las muchas dificultades a las que se enfrentó en esa adaptación al «mundo real», como la vuelta a los estudios que tuvo que dejar apartados o los impagos por parte de la Federación. De esta forma, según sus propias palabras, quiere mostrar el desequilibrio entre el esfuerzo y sacrificio al que se entregó durante tantos años y la recompensa que recibió a cambio, con el fin de que esa situación no se vuelva a repetir.

«Quiero contar la historia de una medalla, de los sacrificios, las renuncias, la entrega, la lucha de unas niñas por alcanzar un sueño, el sueño de todo deportista: subir a lo más alto del pódium en unos Juegos Olímpicos. Pero lo que quiero dar a conocer es la historia de una mujer que salió del gimnasio sin más equipaje que un puñado de medallas en la mano y descubrió un mundo en el que tan preciados metales no servían más que para adornar la vitrina de su casa».
—Tania Lamarca, en la introducción de Lágrimas por una medalla

## El documentalLas Niñas de Oro

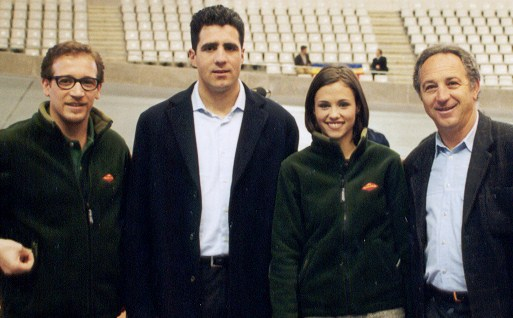
Carlos Beltrán (izquierda) y Estela Giménez junto a los también deportistas Miguel Induráin y Paquito Fernández Ochoa en una grabación de Escuela del deporte en 2000.

Con motivo del décimo aniversario de la consecución del oro olímpico en Atlanta, Carlos Beltrán y su productora, Klifas dreams, decidieron organizar un reencuentro de las siete componentes del conjunto de 1996 con el objetivo de grabar un documental en el que ellas mismas narrasen su historia. Dicho encuentro tuvo lugar en agosto de 2006 durante tres días en Ávila.
Dirigido por Carlos Beltrán y con una duración de 54 minutos, el documental narra, a través de entrevistas a las propias gimnastas, el antes, el durante y el después de la medalla de oro de Atlanta. No hay ningún tipo de locutor omnisciente o voz en off, sino que la sucesión de acontecimientos es contada por cada una de las componentes del conjunto. A lo largo del metraje se muestran además diferentes videos y fotografías de entrenamientos y competiciones del equipo, todos ellos cedidos por las mismas gimnastas. 
Tras varios retrasos debido a la falta de interés de diferentes festivales y programas de televisión en el mismo, se estrenó finalmente a través de YouTube en diciembre de 2013 dividido en cinco partes, siendo la primera subida el día 9 y la última el día 26.

## Legado e influencia

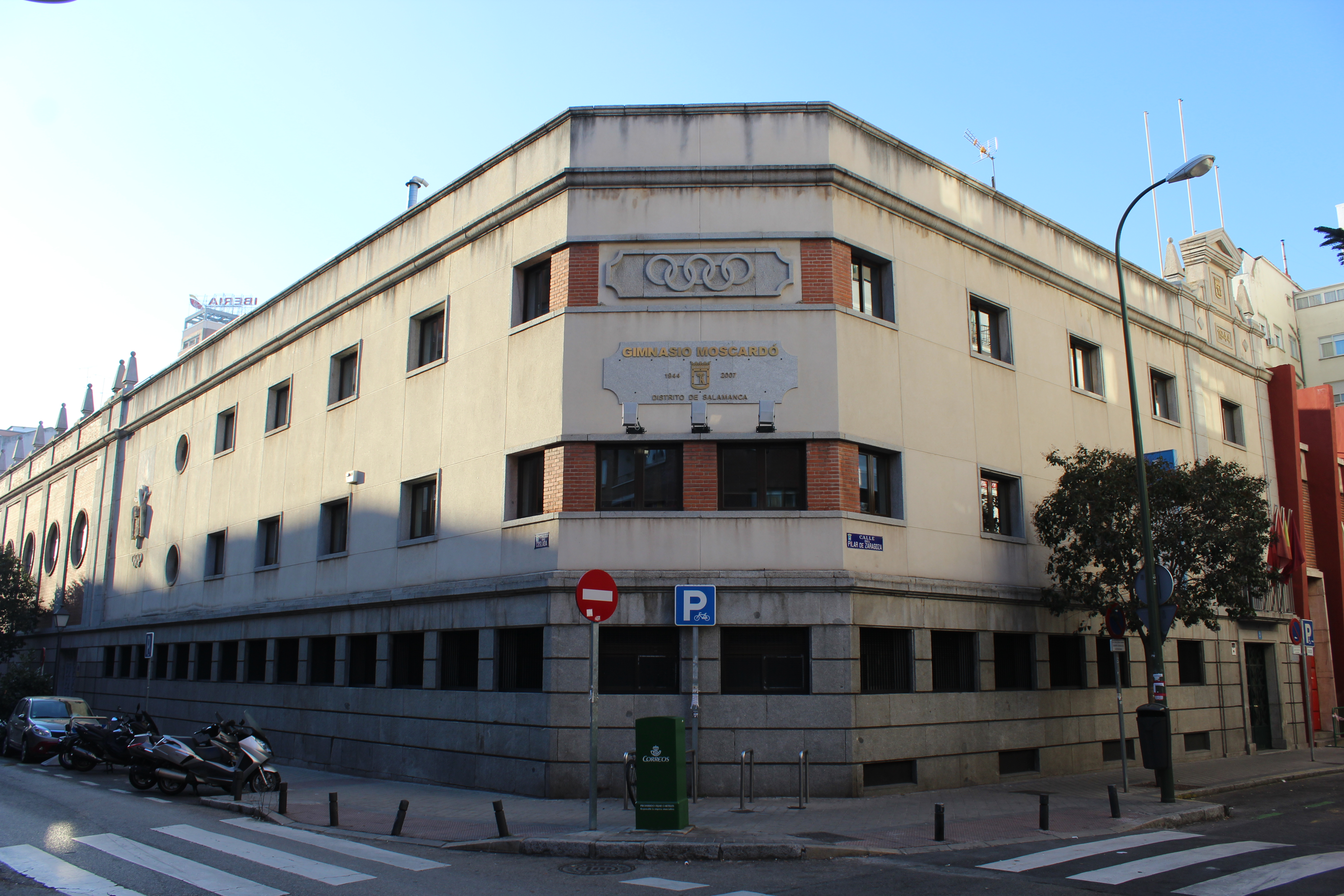
El Gimnasio Moscardó, en el distrito de Salamanca (Madrid), fue el lugar de entrenamiento de la selección nacional de gimnasia rítmica hasta 1997.

La excapitana del conjunto español Ana María Pelaz declaró en una entrevista en 2009 tras su retirada que «cuando vi a la selección en Atlanta '96 me dije: yo quiero ser como ellas». La gimnasta Carolina Rodríguez, preguntada en una ocasión por los orígenes de su pasión por la rítmica, manifestó que «en 1996, tras ver ganar el oro a España en Atlanta, con 10 años, supe que algún día querría estar ahí, que quería ser olímpica». Alejandra Quereda, actual capitana del conjunto español conocido como el Equipaso, preguntada en 2014 por lo que para ella había sido lo más increíble que ha pasado en la gimnasia, contestó que «El oro de España en Atlanta. Marcó la historia de nuestra gimnasia. Desde ahí todo cambió».
La seleccionadora en aquella etapa, Emilia Boneva, concedió una entrevista a la revista Sobre el tapiz en 2016, donde recordó el momento del oro olímpico: 

«Nunca voy a olvidar nuestro ejercicio final cuando el público, con el pabellón lleno, se levantó para aplaudirnos. ¡Fue un momento inolvidable! Como también lo fue el momento en el que las seis chicas subieron al pódium con las medallas en el pecho, brillando como pequeños soles. Esto no es un recuerdo, es una realidad que tengo siempre presente. Ese momento fue la cumbre de mi carrera como entrenadora [...] Es muy importante crear complicidad entre las gimnastas para que juntas luchen por el mismo objetivo. Las seis Niñas de Oro consiguieron ser buenas amigas y siguen siéndolo a día de hoy».

Tras el estreno del documental Las Niñas de Oro en 2013, su director, Carlos Beltrán, se manifestaba así en una entrevista al respecto de la acogida del filme: 

«Es impresionante el tirón que tiene esta historia y la de gente que las quiere. Estas mujeres y Emilia Boneva escribieron una de las más hermosas historias del deporte de nuestro país. Con todos los componentes de la élite y la épica y con todos los de la amistad en edad infantil. El desdén con el que nuestro sistema relega al olvido a estas chicas es algo que tendrá que revisarse pronto, porque no hay ningún derecho».

El montaje de 5 aros de 1996 ha sido homenajeado posteriormente por otras gimnastas, como en el ejercicio de exhibición del conjunto júnior español en el Euskalgym 2012 (integrado por Paula Gómez, Sara González, Miriam Guerra, Claudia Heredia, Carmen Martínez, Victoria Plaza y Pilar Villanueva), donde se usaba, al igual que en el ejercicio de 1996, «America» de Leonard Bernstein, además de otros dos temas de banda sonora de West Side Story: «Dance at the Gym» y «Overture». El conjunto júnior español de 2016 (Mónica Alonso, Victoria Cuadrillero, Clara Esquerdo, Ana Gayán, Alba Polo, Lía Rovira y Sara Salarrullana) también homenajeó este ejercicio en la Gala 20.º Aniversario de la Medalla de Oro en Atlanta '96, usando la misma música y emulando algunos movimientos del montaje original. En el Euskalgym 2018, las gimnastas Saioa Agirre, Teresa Gorospe, Izaro Martín y Salma Solaun representaron también parte del ejercicio durante el homenaje a las gimnastas rítmicas olímpicas vascas.

### En la cultura popular
Entre otras apariciones en la cultura popular, algunas de las Niñas de Oro han servido de base para varios personajes que aparecen en la serie de cuentos infantiles Olympia (2014), escritos por Almudena Cid e ilustrados por Montse Martín. Asimismo, el relato de la vida de las Niñas de Oro en la concentración nacional está presente en la autobiografía novelada Lágrimas por una medalla (2008), escrita por Tania Lamarca y Cristina Gallo. Reseñas del hito de la medalla olímpica aparecen en libros como Españoles de oro (1999) de Fernando Olmeda y Juan Manuel Gozalo, Enredando en la memoria (2015) de Paloma del Río, o Pinceladas de rítmica (2017) de Montse y Manel Martín.

## Equipamientos
| Período      | Proveedor  |
| ------------ | ---------- |
| 1995 - 2000  | Arena      |
| 1996 (JJ.OO) | John Smith |

## Música de los ejercicios
| Año  | Aparatos                                       | Música |
| ---- | ---------------------------------------------- | --- |
| 1994 | 6 cuerdas                                      | Banda sonora de The Addams Family, compuesta por Marc Shaiman. |
| 1994 | 4 aros y 4 mazas                               | «Furia española». |
| 1994 | Ejercicio de exhibición (Manos libres)         | «Chica ye ye», compuesta por Augusto Algueró. |
| 1995 | 5 aros                                         | Pieza Asturias (Leyenda), perteneciente a la Suite española, Op. 47 de Isaac Albéniz. |
| 1995 | 3 pelotas y 2 cintas                           | Tango «Verano porteño», de Astor Piazzolla. |
| 1995 | Ejercicio de exhibición (Manos libres)         | Sevillana «Tócala, tócala», de Cantores de Híspalis. |
| 1996 | 5 aros                                         | Medley de varias canciones pertenecientes a musicales norteamericanos, principalmente «America», compuesta por Leonard Bernstein e incluida en West Side Story, o «I Got Rhythm» y «Embraceable You», temas creados por George Gershwin y que aparecieron en la banda sonora de Un americano en París. |
| 1996 | 3 pelotas y 2 cintas                           | «Amanecer andaluz». |
| 2000 | Ejercicio de exhibición (Manos libres, 5 aros) | Medley de los temas «Anahita Will Sustain You» de Jamshied Sharifi e «Illumination» de Secret Garden. |

## Palmarés deportivo
Resultados del conjunto español desde enero de 1994 hasta diciembre de 1996.
| 1994 - Austria Cup Oro en concurso general - International Group Masters Hannover Bronce en concurso general - Campeonato del Mundo de París Plata en concurso general Bronce en 6 cuerdas Bronce en 4 aros y 4 mazas 1995 - Torneo Internacional de Portimão Bronce en concurso general Bronce en 5 aros - DTB-Pokal Karlsruhe 6º puesto en concurso general 6º puesto en 3 pelotas y 2 cintas - Campeonato de Europa de Praga Bronce en concurso general Bronce en 5 aros Plata en 3 pelotas y 2 cintas - Alfred Vogel Cup Oro en concurso general Oro en 5 aros Oro en 3 pelotas y 2 cintas - International Group Masters Hannover Plata en concurso general | 1995 (continuación) - Campeonato del Mundo de Viena Plata en concurso general Plata en 5 aros Oro en 3 pelotas y 2 cintas - Epson Cup Bronce en concurso general 1996 - Kalamata Cup Oro en concurso general - DTB-Pokal Karlsruhe Bronce en concurso general Oro en 5 aros Oro en 3 pelotas y 2 cintas - Ciudad de Zaragoza Oro en concurso general Oro en 5 aros Oro en 3 pelotas y 2 cintas - Campeonato del Mundo de Budapest Plata en concurso general 4º puesto en 5 aros Oro en 3 pelotas y 2 cintas - Juegos Olímpicos de Atlanta 1996 2º puesto en preliminares Oro en final y diploma olímpico - Epson Cup Plata en concurso general |

## Premios, reconocimientos y distinciones
- Galardonadas en la XVI Gala Nacional del Deporte de la Asociación Española de la Prensa Deportiva (1996)[94]
- Orden Olímpica, otorgada por el COE (1996)[38]
- Placa de Oro de la Real Orden del Mérito Deportivo, otorgada por el Consejo Superior de Deportes (1996)[39][95][96]
- Galardonadas en la XVII Gala Nacional del Deporte de la Asociación Española de la Prensa Deportiva (1997)[97][98]
- Copa Barón de Güell al mejor equipo español, otorgada por el CSD y entregada en los Premios Nacionales del Deporte de 1996 (1997)[5][40][41][42]
- Mejor grupo atlético en los Galardones Nacionales al Mérito Deportivo Inter Gym’s Oro 2005 (2006)[99]
- Homenajeadas en la Gala Anual de la Real Federación Española de Gimnasia (2006)[45]
- Galardonadas (junto al resto de medallistas olímpicos españoles) en la Gala del Centenario del COE (2012)[100][101][102][103]
- Medalla Euskalgym en la IX Gala Internacional de Gimnasia Rítmica Euskalgym (2014)[46][47][48][49][50]
- Medalla de Oro de la Real Orden del Mérito Deportivo, otorgada por el Consejo Superior de Deportes (2015)[104][7][8][105][55]
- Diploma acreditativo y tarjeta olímpica, otorgados por el COE en la Gala 20.º Aniversario de la Medalla de Oro en Atlanta '96 (2016)

## Galería

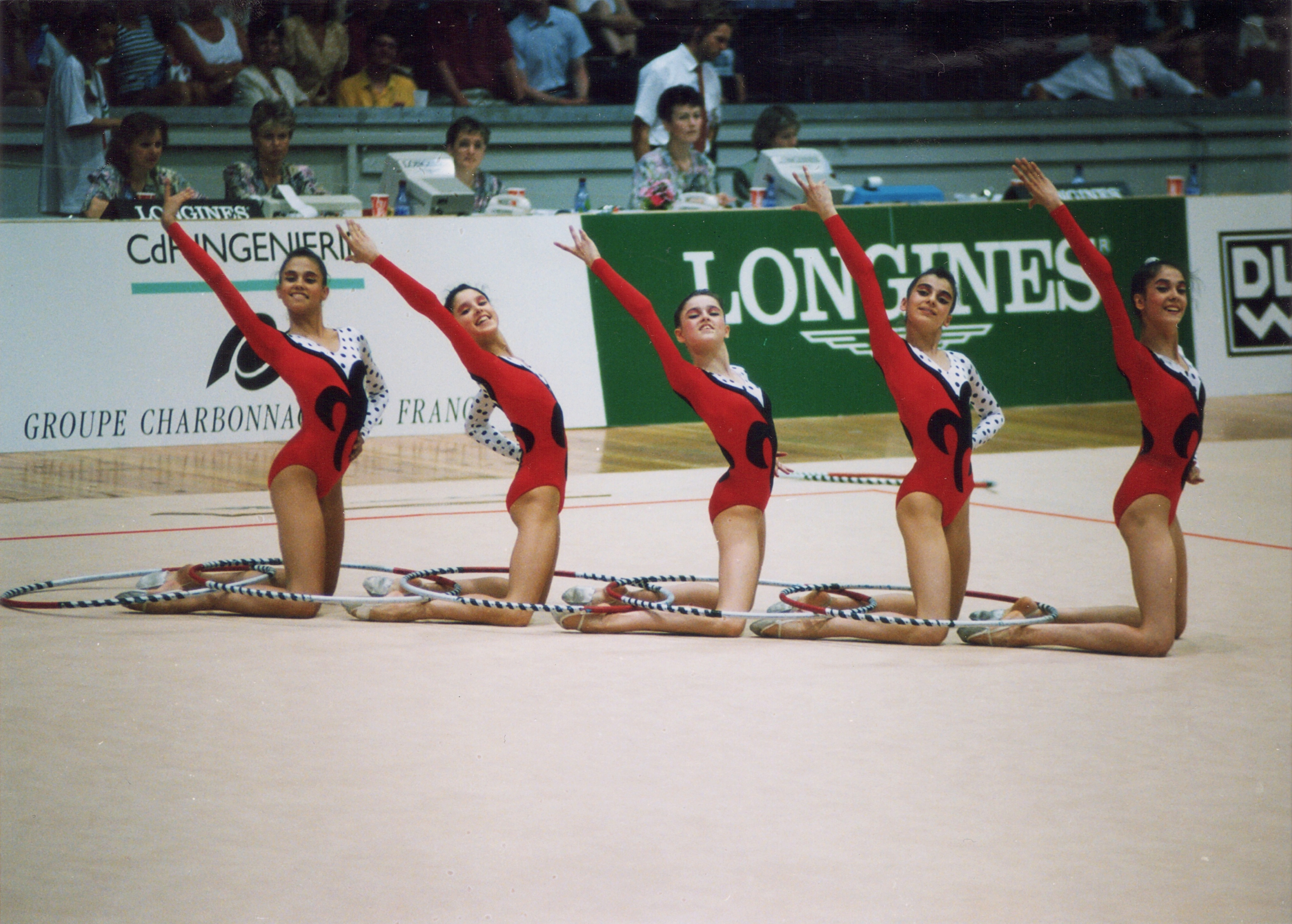
Ejercicio de 5 aros en el Campeonato Europeo de Praga (1995).
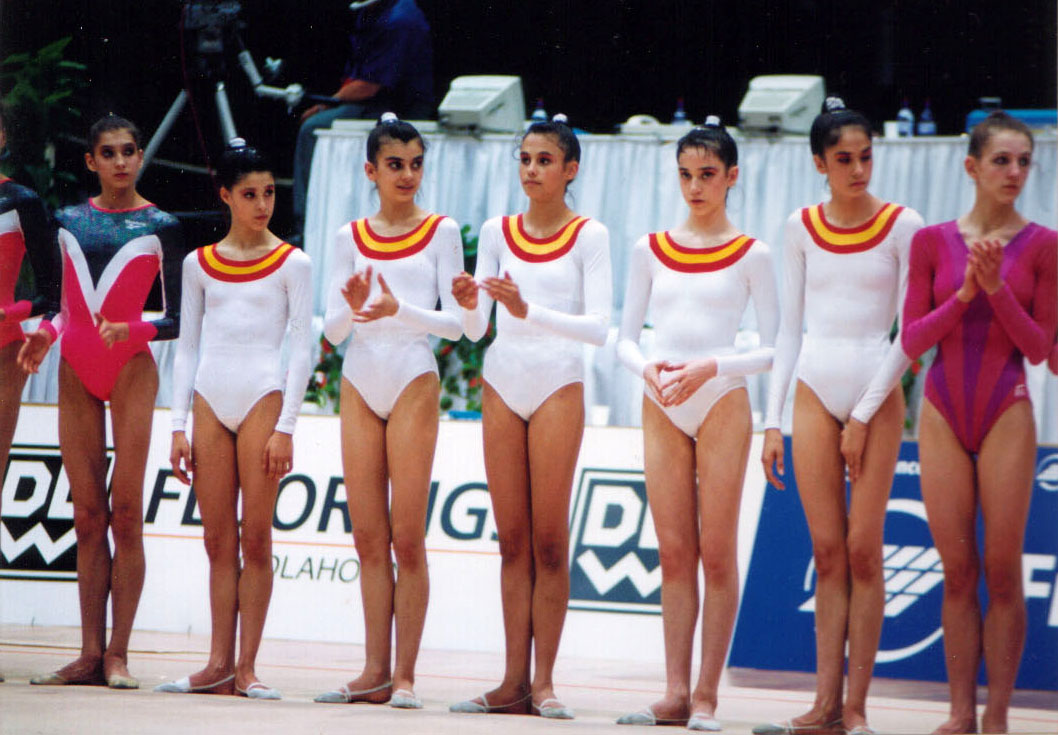
Conjunto español en el podio de 3 pelotas y 2 cintas en Praga.
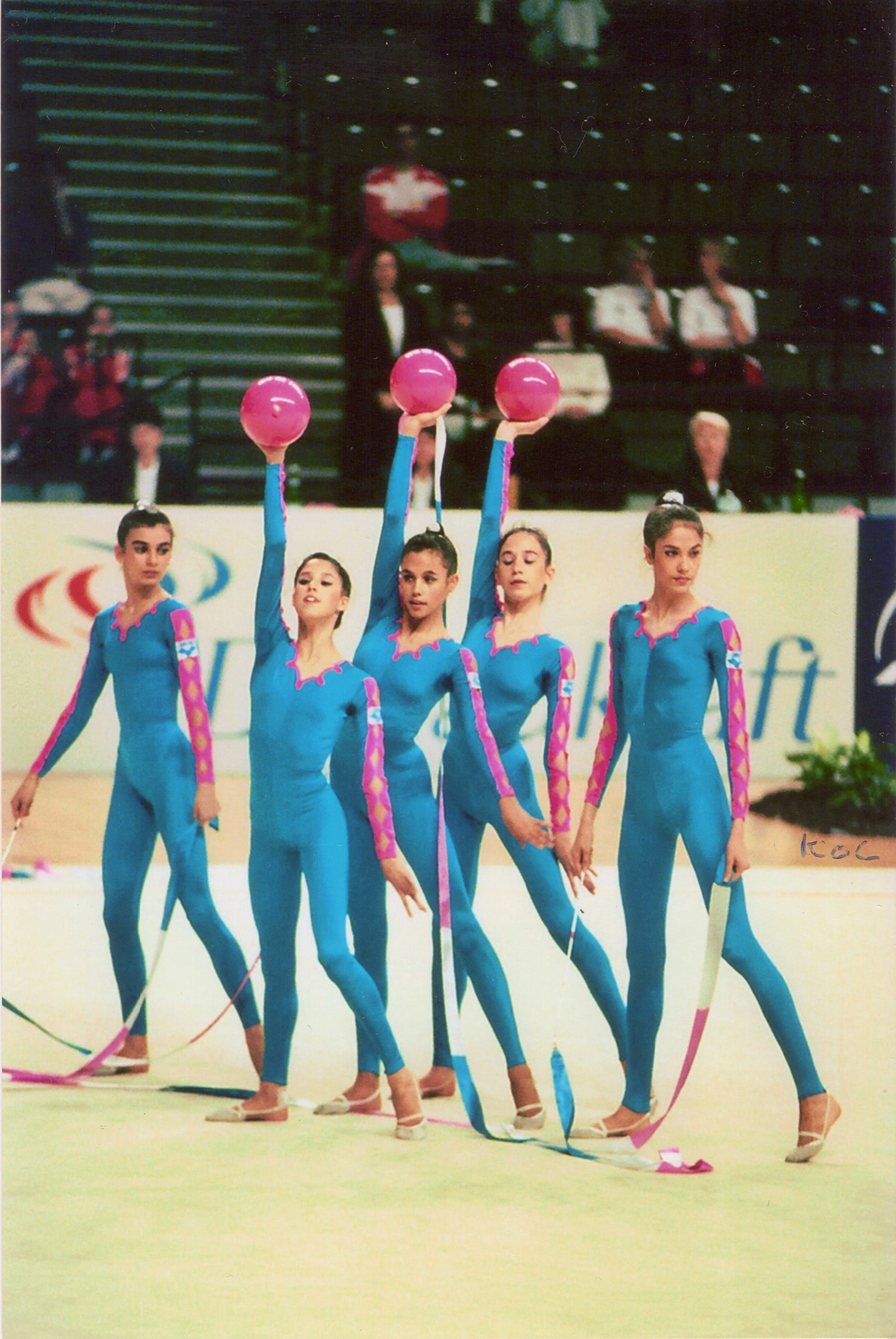
Ejercicio de 3 pelotas y 2 cintas en Viena (1995).
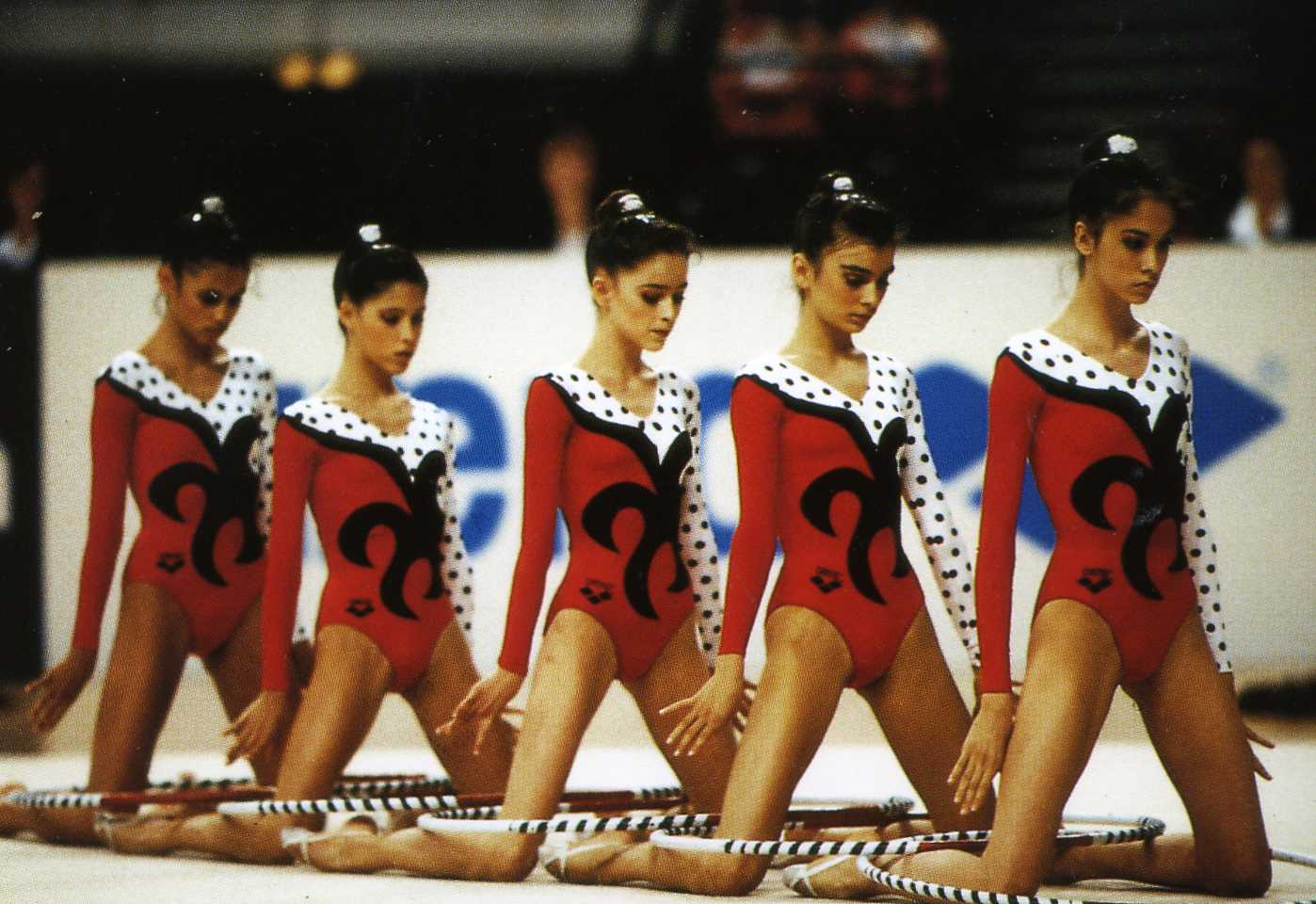
Posición inicial del ejercicio de 5 aros en el Mundial de Viena.
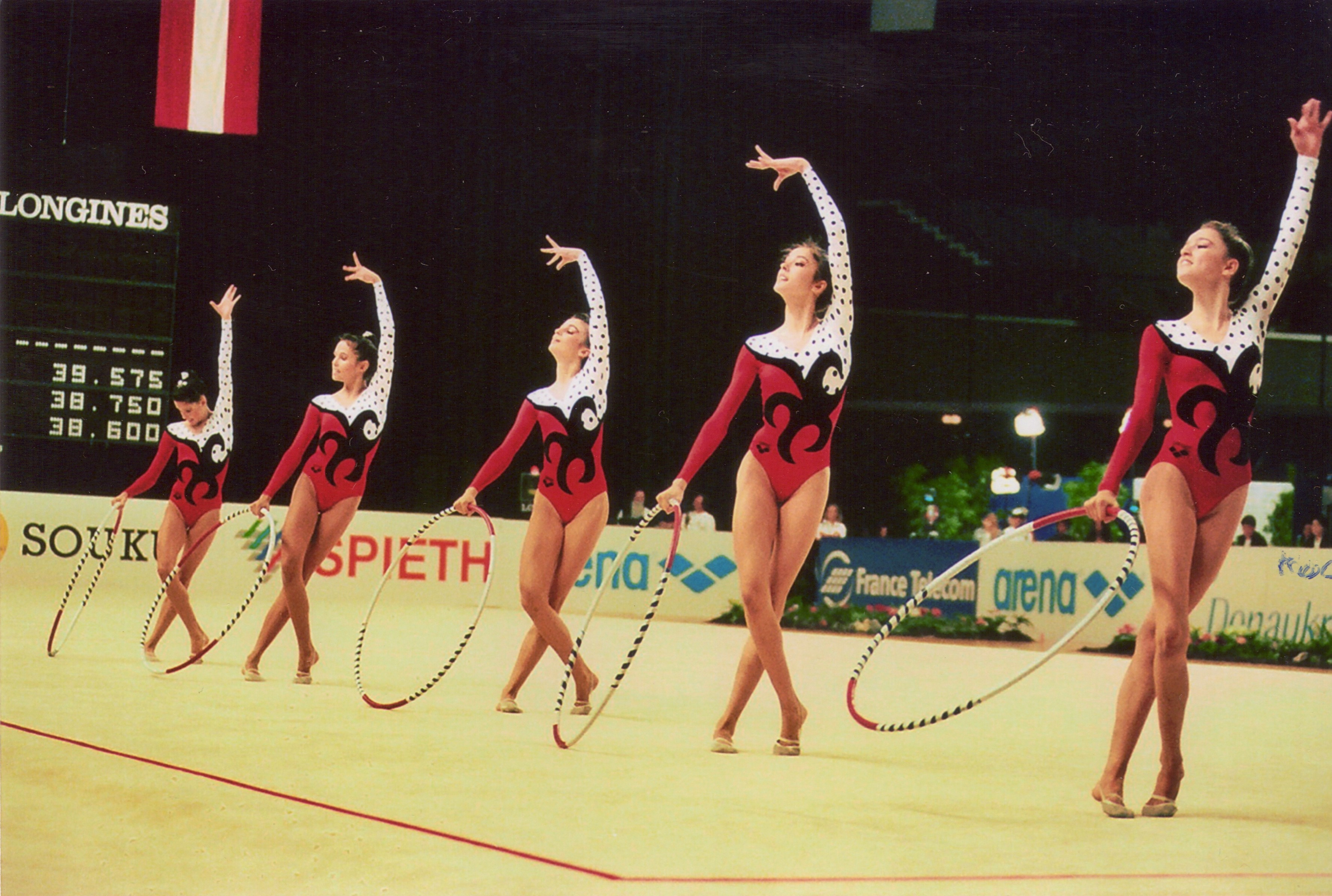
Otro momento del montaje de 5 aros, que contaba con la pieza Asturias (Leyenda) de la Suite española, Op. 47 de Isaac Albéniz.
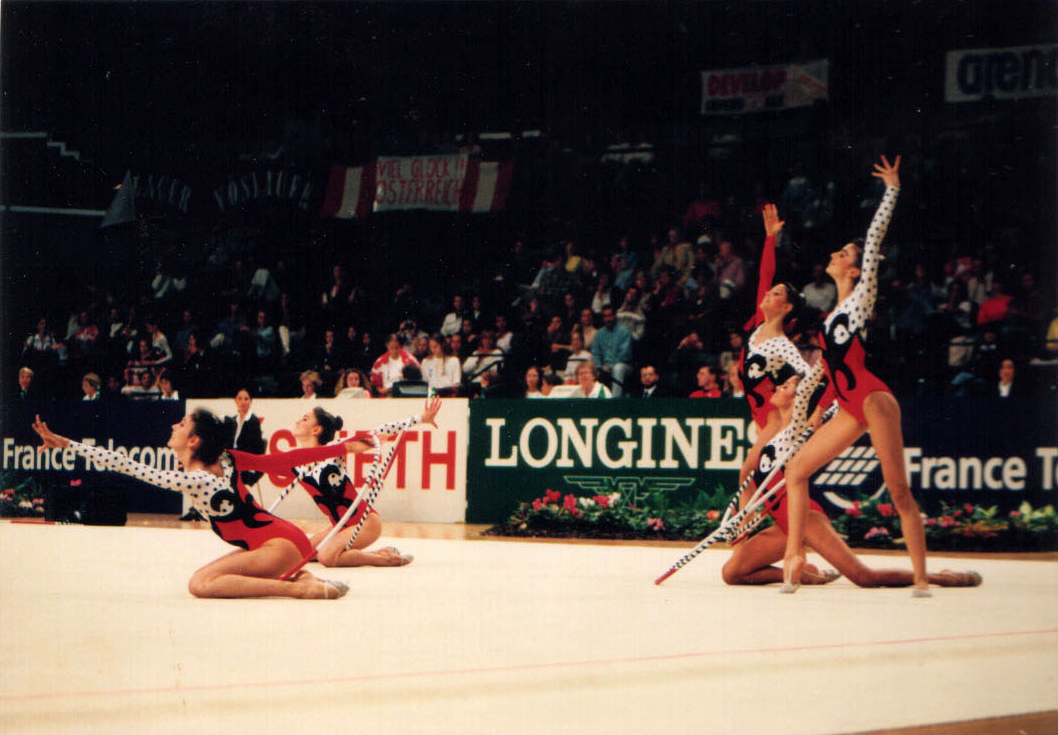
Final del ejercicio de 5 aros en Viena.

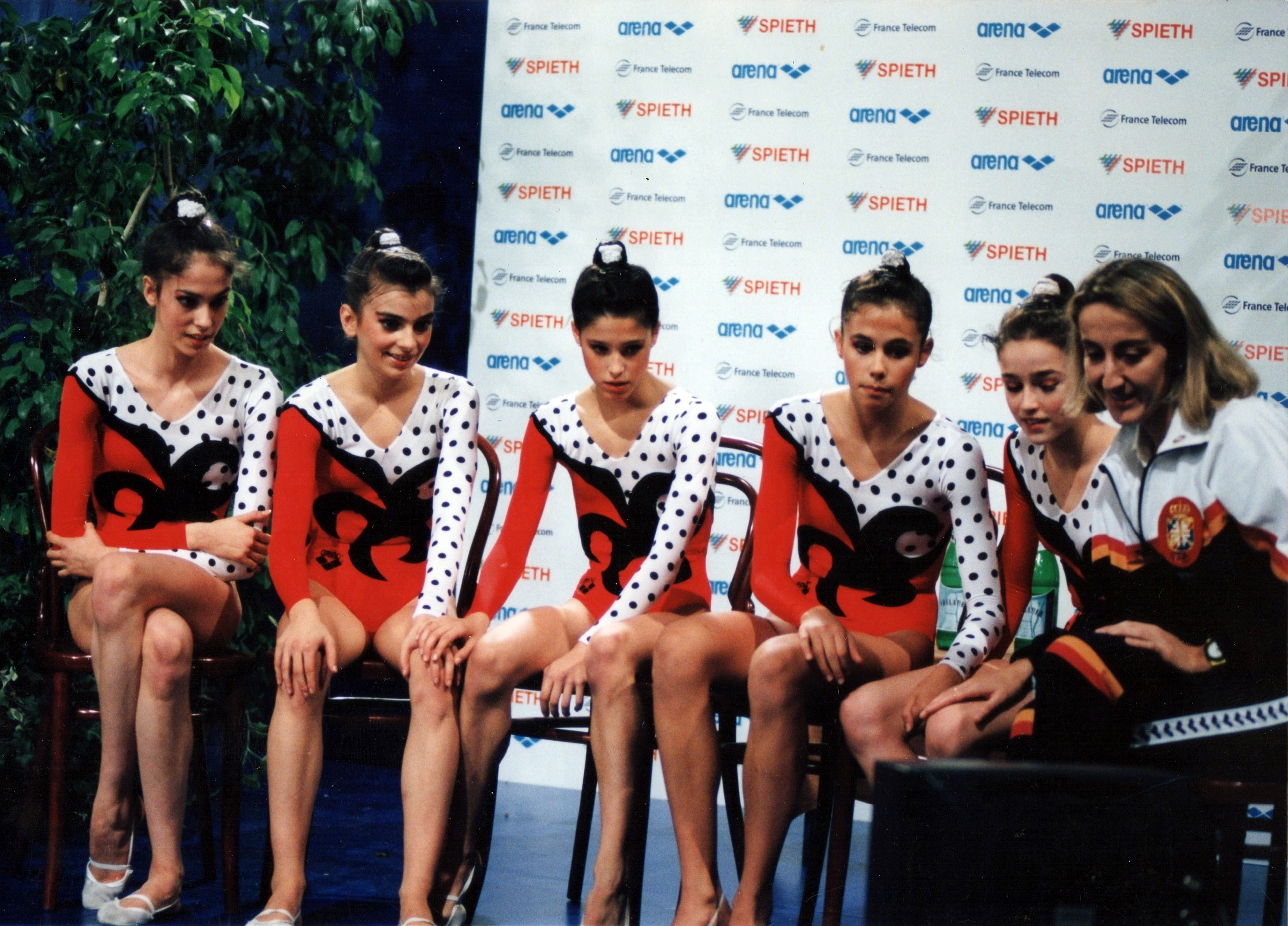
El equipo esperando en Viena la nota final del concurso general tras el ejercicio de 5 aros.
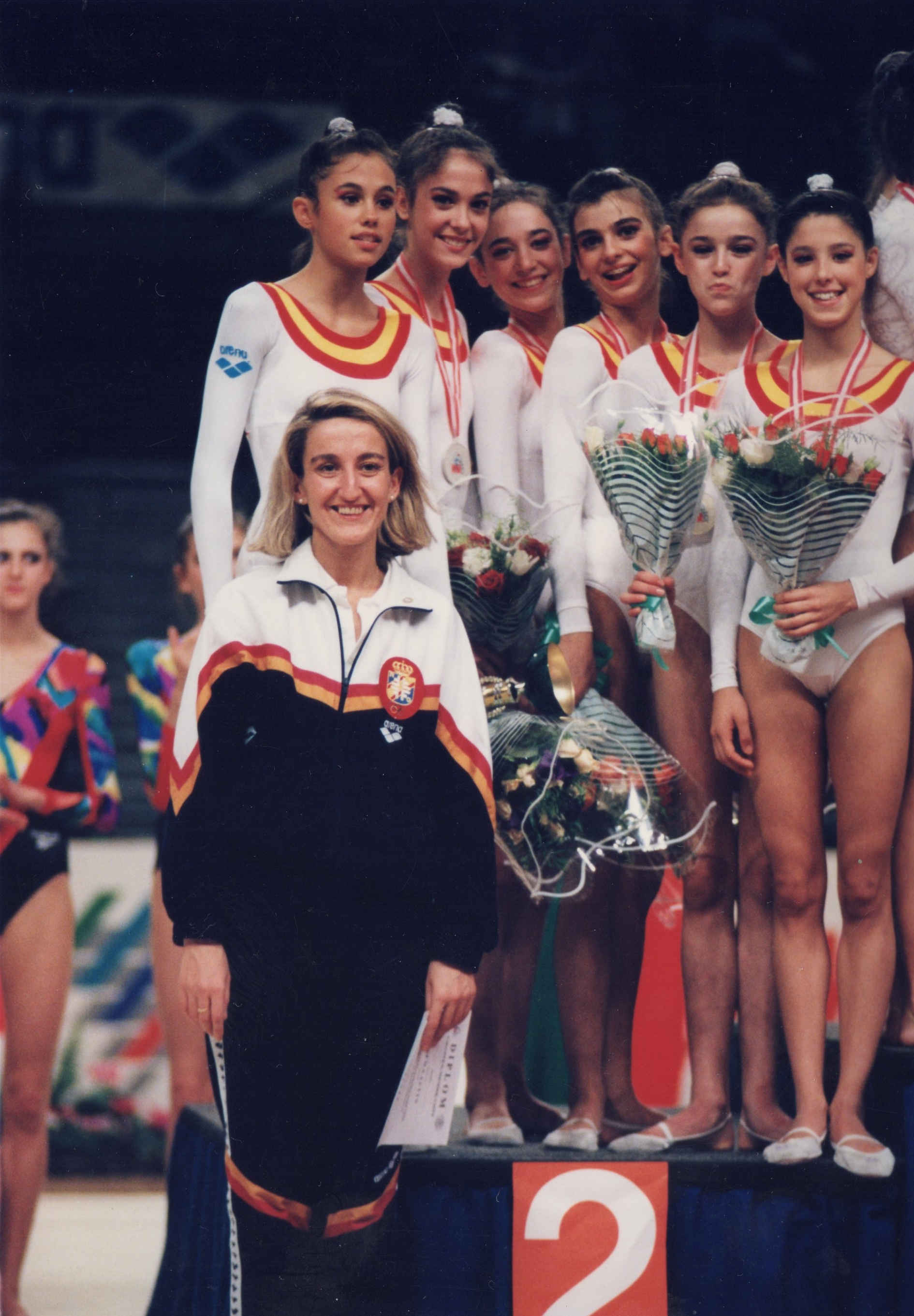
El conjunto con la plata en el podio de la general en Viena.
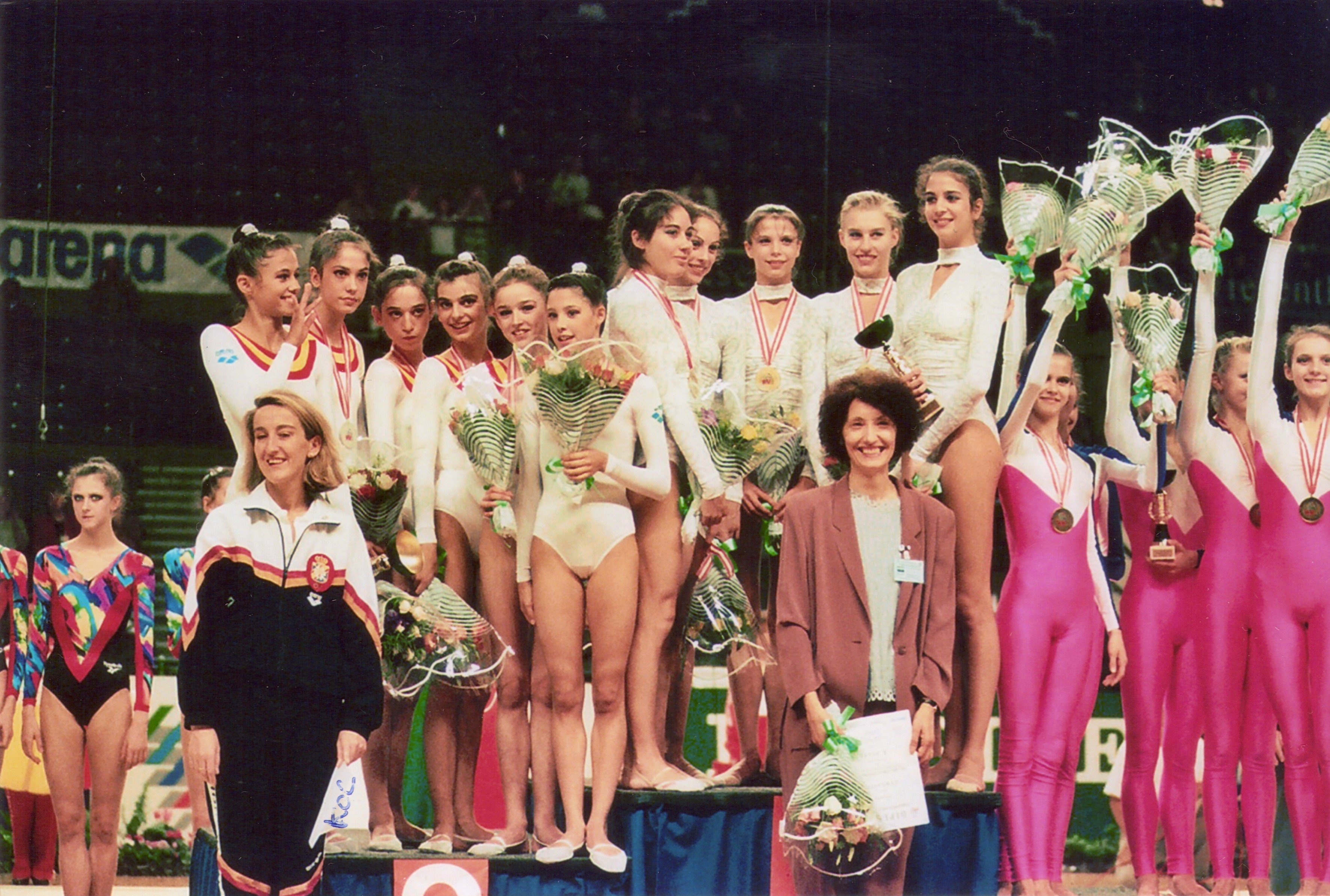
Podio completo del concurso general en Viena. De izquierda a derecha: España, Bulgaria y Bielorrusia.
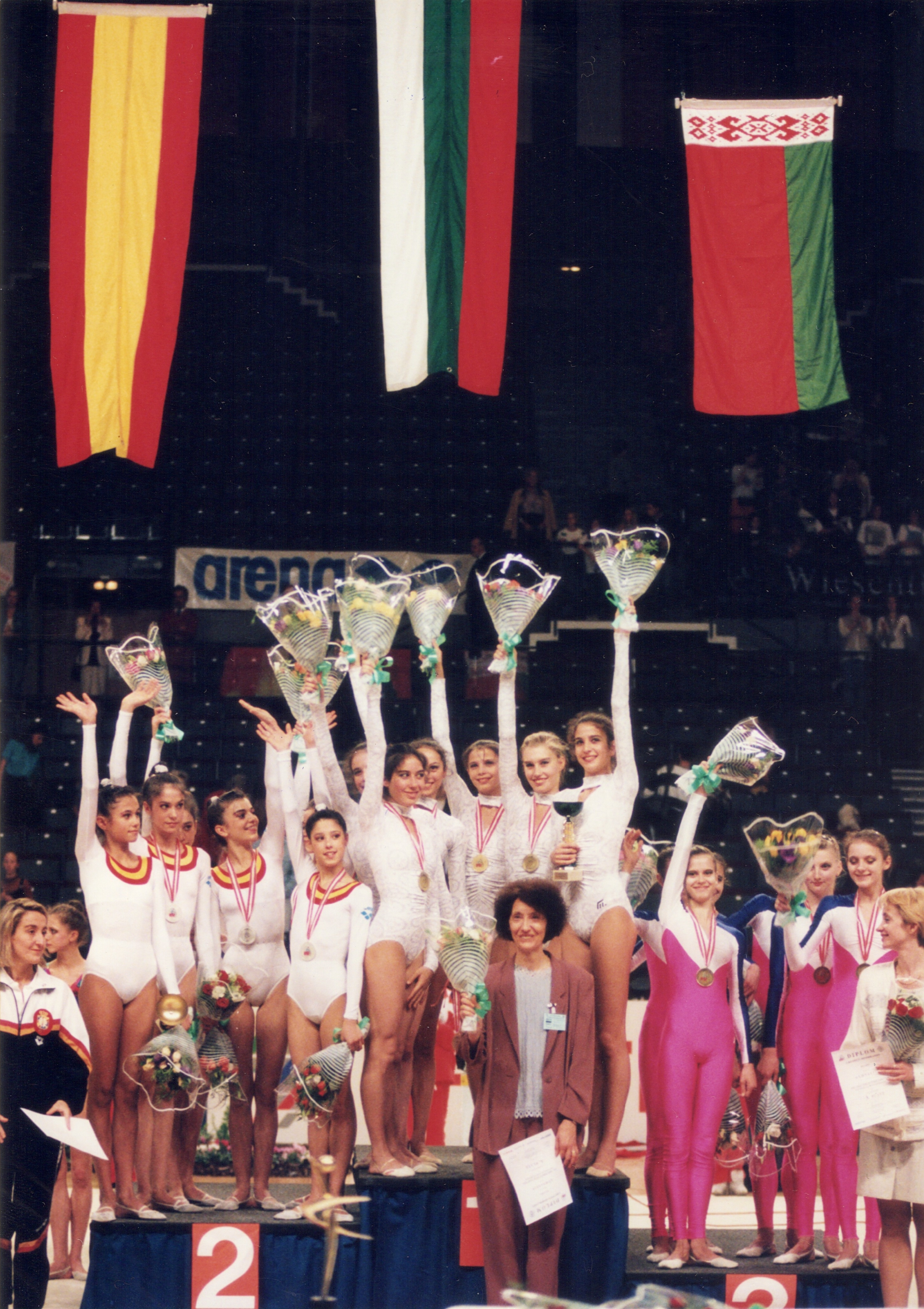
Otro momento del podio de la general.
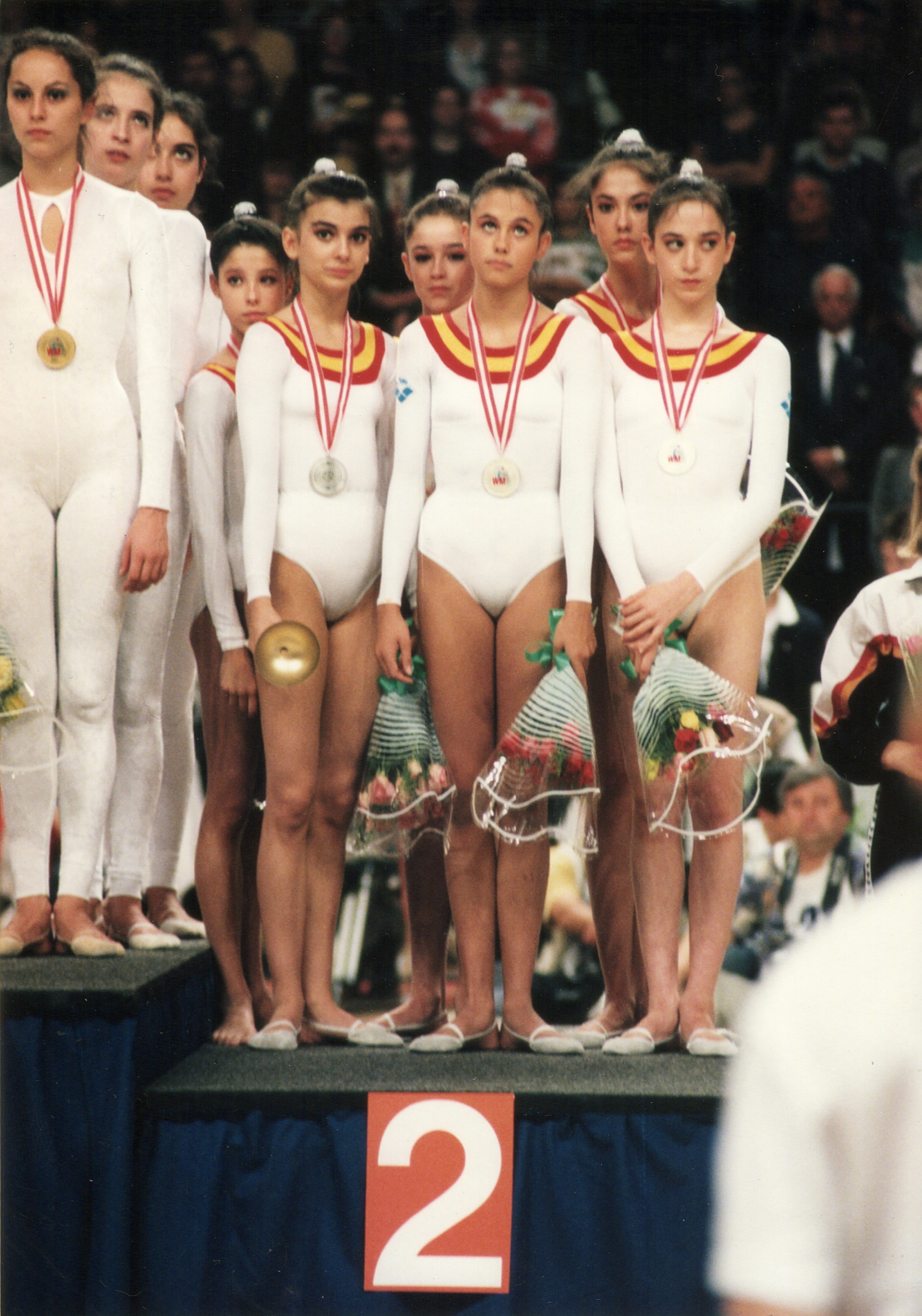
El conjunto español con la plata en el podio de la final de 5 aros.
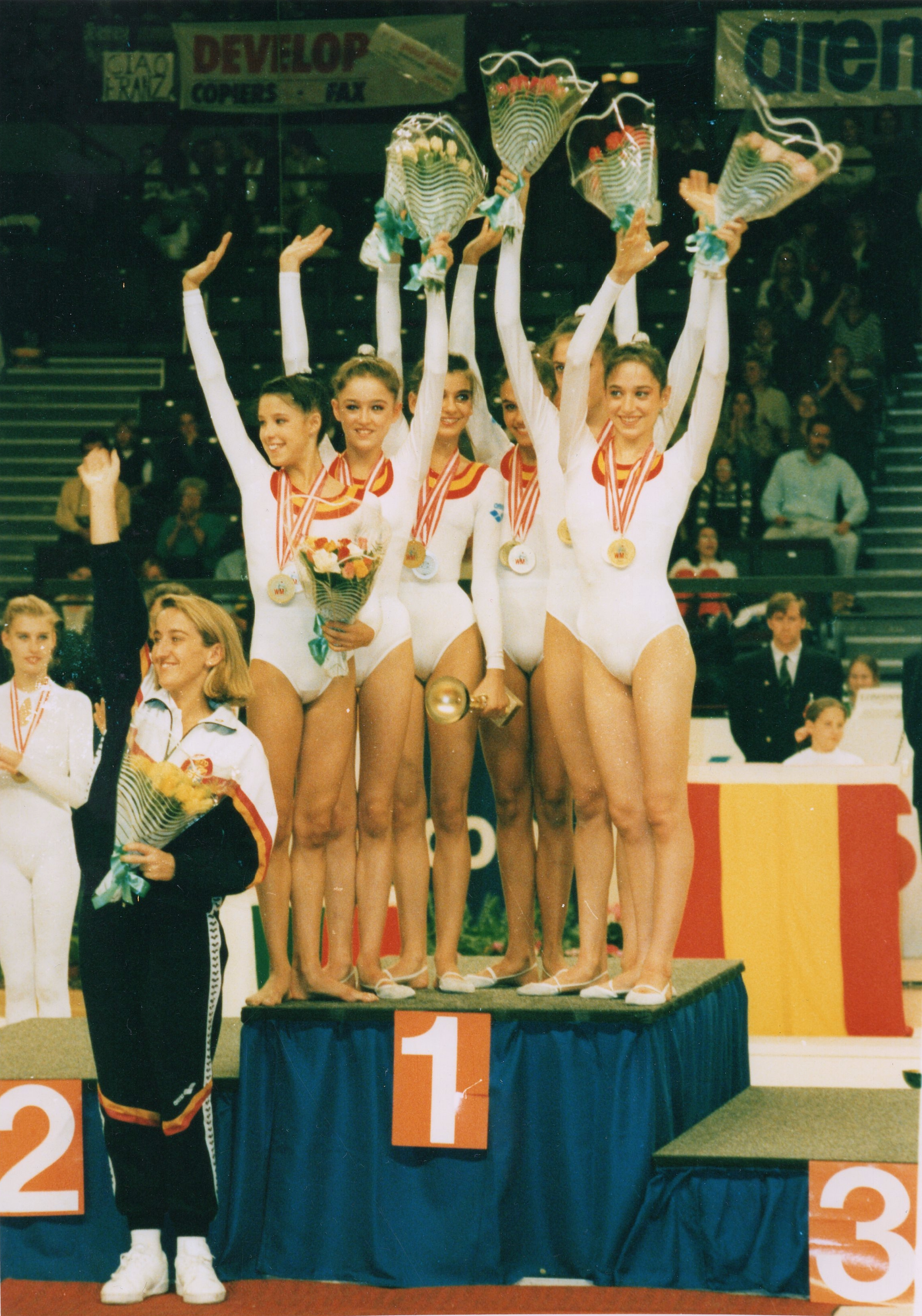
El conjunto con el oro en el podio de 3 pelotas y 2 cintas.
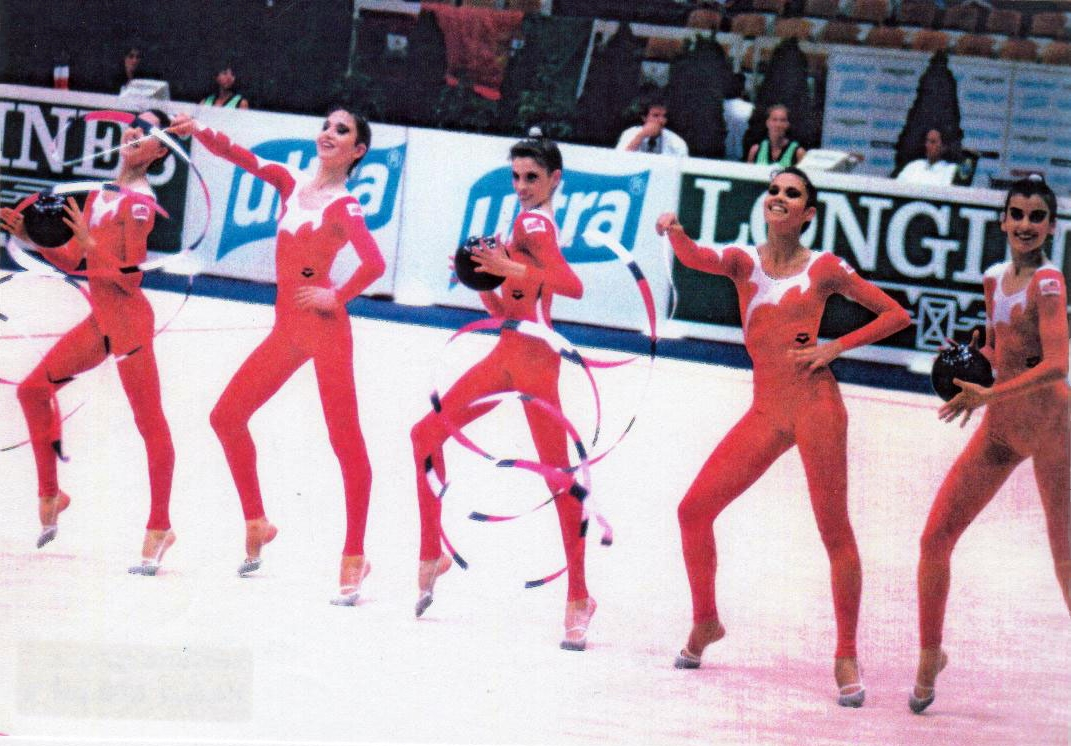
3 pelotas y 2 cintas en el Mundial de Budapest (1996), ejercicio en el que emplean como música «Amanecer andaluz».
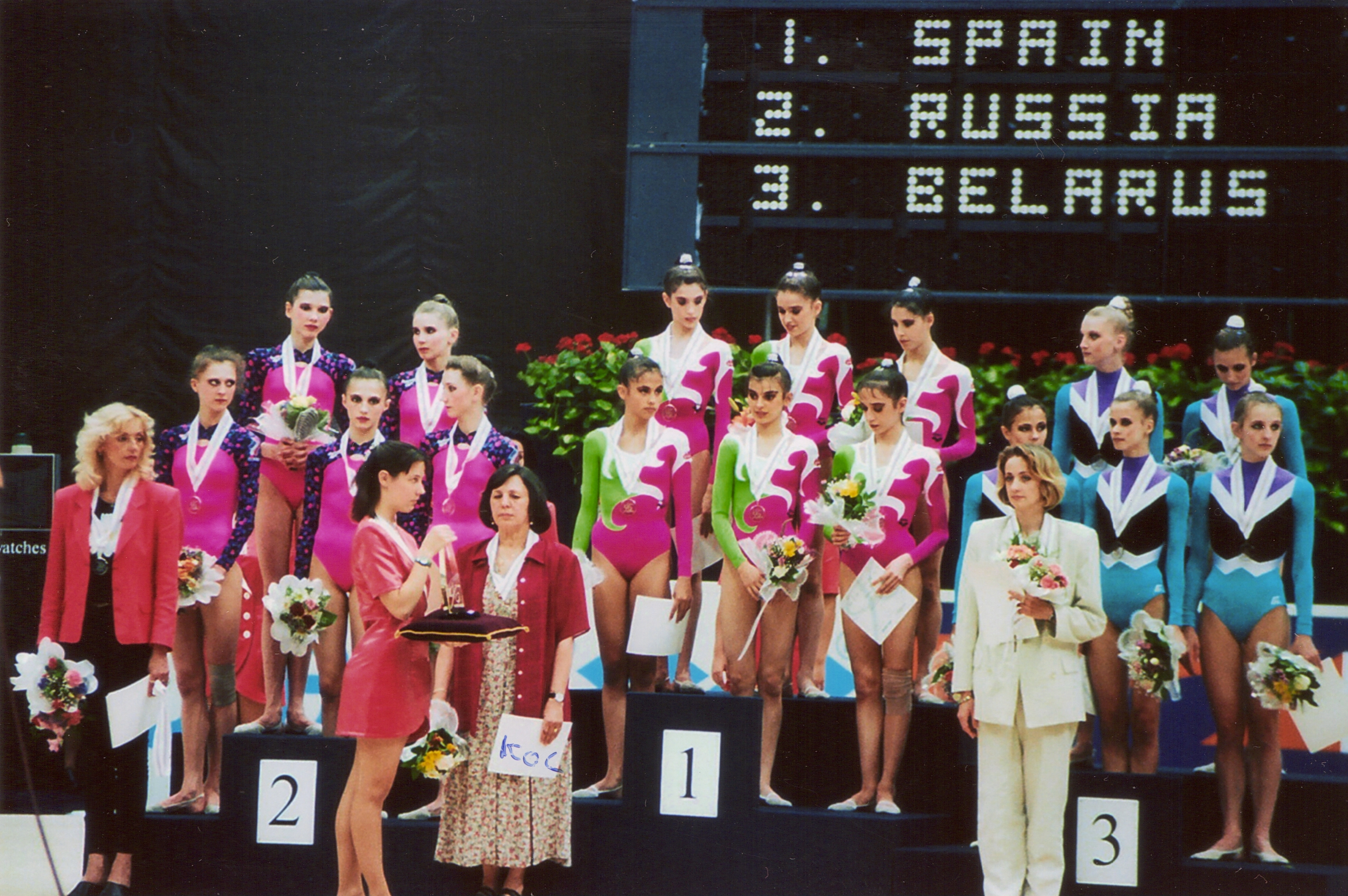
El conjunto español con su segundo título mundial en 3 pelotas y 2 cintas en Budapest.

## Filmografía

### Películas
| Películas | Películas        | Películas    | Películas  | Películas      |
| Año       | Título           | Personaje    | Notas      | Director       |
| --------- | ---------------- | ------------ | ---------- | -------------- |
| 2013      | Las Niñas de Oro | Ellas mismas | Documental | Carlos Beltrán |

### Programas de televisión
| Programas de televisión | Programas de televisión | Programas de televisión       | Programas de televisión                                                 |
| Año                     | Título                  | Cadena                        | Notas                                                                   |
| ----------------------- | ----------------------- | ----------------------------- | ----------------------------------------------------------------------- |
| 1996                    | Día a día               | Telecinco                     | Invitadas                                                               |
| 1997                    | XVII Gala del Deporte   | La 2 de TVE                   | Premiadas                                                               |
| 2000                    | Línea 900               | La 2 de TVE                   | Entrevistadas en el reportaje «La otra cara de la medalla»              |
| 2008                    | Regreso al futuro       | Canal Sur TV                  | Entrevistadas en reportaje                                              |
| 2012                    | Londres en juego        | Teledeporte                   | Redifusión de la final de conjuntos de gimnasia rítmica en Atlanta 1996 |
| 2014                    | Euskalgym 2014          | ETB 1                         | Homenajeadas                                                            |
| 2019                    | Legends Live On         | Eurosport 1 y Olympic Channel | Protagonistas del reportaje «Spain's "Las Niñas de Oro"»                |

### Publicidad
- Dos anuncios de Cola Cao (1996). Aparición en dos spots televisivos para Cola Cao, entonces patrocinador del Programa ADO.[5]
- Anuncio de Campofrío (1996). Aparición en anuncio de televisión de la empresa cárnica, entonces patrocinador de la Federación.